# Museu d'Arqueologia Nacional
El Museu d'Antiguitats Nacionals (francès: musée des antiquités nationales), creat el 1867 i convertit en Museu d'Arqueologia Nacional de Saint-Germain-en-Laye el 2009, és un museu dedicat a l'arqueologia de França. Presenta una rica col·lecció d'arqueologia comparada dels cinc continents. Es troba al castell de Saint-Germain-en-Laye (Yvelines), restaurat per Eugène Millett, un alumne d'Eugène Viollet-li-Duc.

## Història
El museu fou creat per decret imperial el 12 de maig de 1867. Napoleó III desitjava aplegar-hi les evidències arqueològiques de la història de l'estat. Des dels orígens, es troba al castell de Saint-Germain-en-Laye, lloc de gran contingut històric. Sobrevisqué a la caiguda del segon imperi, i s'amplià fins a 1921, sobretot amb l'organització museogràfica d'arqueologia comparada dels 5 continents coordinada per Henri Hubert.
Després de la Primera Guerra mundial, el museu patí una davallada que culminà en el període d'ocupació entre 1940 i 1944. André Malraux, ministre de Cultura, donà al museu un nou impuls en la dècada de 1960. Des de 2009, el museu, el castell i els jardins s'han unit en una sola institució.
El nom del museu ha canviat algunes voltes des de la seua creació al 1862:
- el 1862: Museu d'antiguitats gal·loromanes
- Museu d'antiguitats celtes i gal·loromanes
- el 1879: Museu d'antiguitats nacionals
- Museu d'Arqueologia nacional i domini nacional de Saint-Germain-en-Laye
- el 2005: Museu d'Arqueologia Nacional

## Col·leccions
Des del 1880, gràcies a l'impuls d'Alexandre Bertrand, Gabriel de Mortillet i Salomon Reinach, el museu ja incloïa 44 sales d'exposicions. Les col·leccions n'augmentaren, es diversificaren i s'obriren al públic a poc a poc.
Hui el museu té al voltant de 30.000 objectes arqueològics en exhibició i al voltant de 3 milions d'objectes en les seues reserves, per la qual cosa és una de les col·leccions més riques d'Europa. Aquests objectes trobats a l'estat francés cobreixen diferents períodes: paleolític, neolític, edat del bronze, edat del ferro, període romà i primera edat mitjana (Gàl·lia merovíngia). Una part de la col·lecció prové de l'estranger i es recaptà amb finalitats comparatives. Aquesta col·lecció dels cinc continents enclou alhora objectes arqueològics i etnològics, presentats a la sala d'Arqueologia comparada.

### Paleolític
Les col·leccions paleolítiques comprenen objectes relacionats amb la pedra, com còdols, bifaces o micròlits, ossos i banyes de rens, agulles, punxons o arpons. En el Paleolític superior aparegueren les manifestacions més antigues de l'art prehistòric, com les representacions estilitzades dels òrgans sexuals.
El recorregut del museu comença amb l'homo erectus.

Entre els objectes més coneguts en les col·leccions del Paleolític es troba la Venus de Brassempouy, apareguda en les nombroses excavacions d'Edouard Piette als Pirineus. Entre els molts objectes de la seua col·lecció donada al museu, hui se'n mostren uns 10.000 a la sala Piette. 

Paleolític
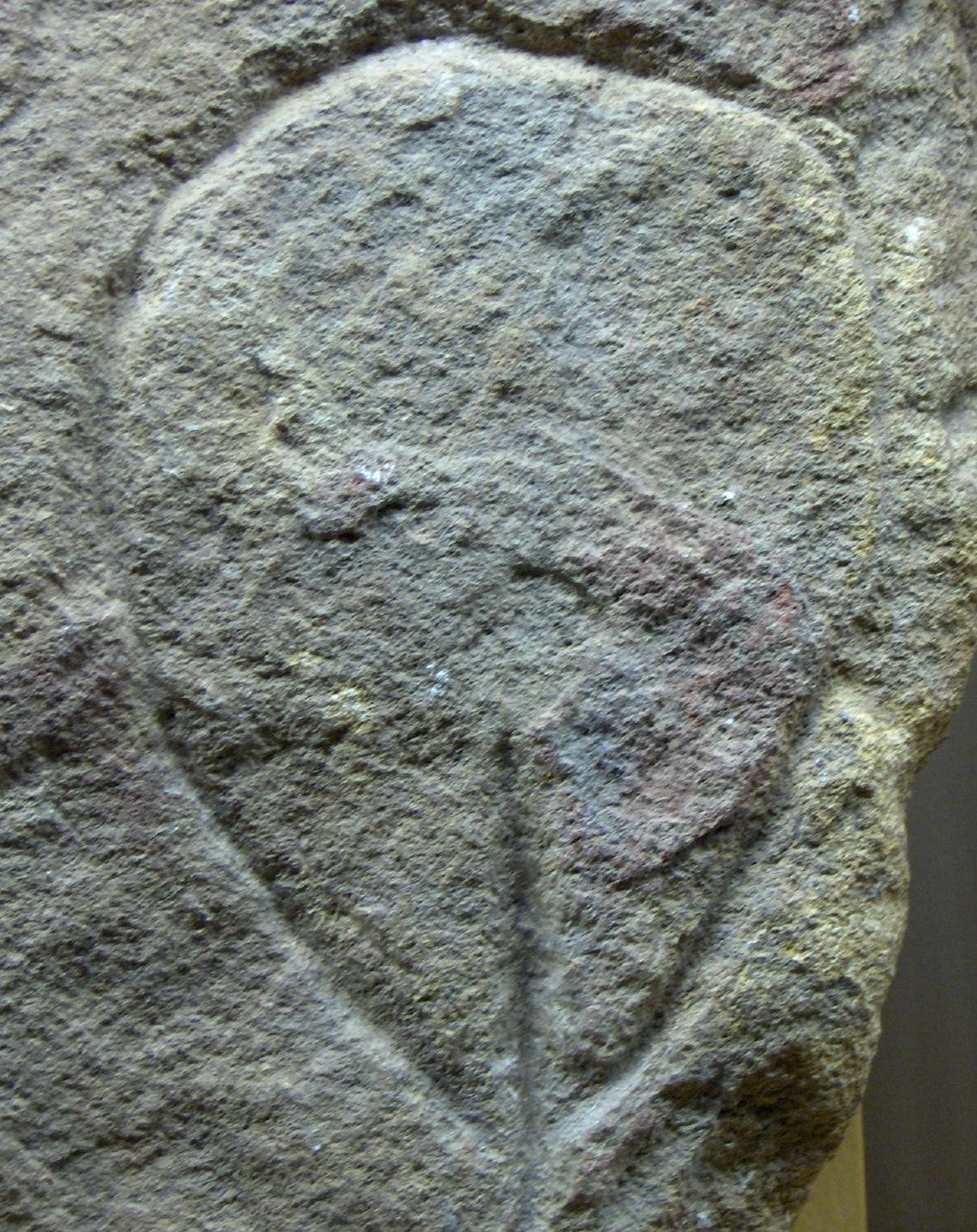
Vulva estilitzada en pedra, aurinyacià
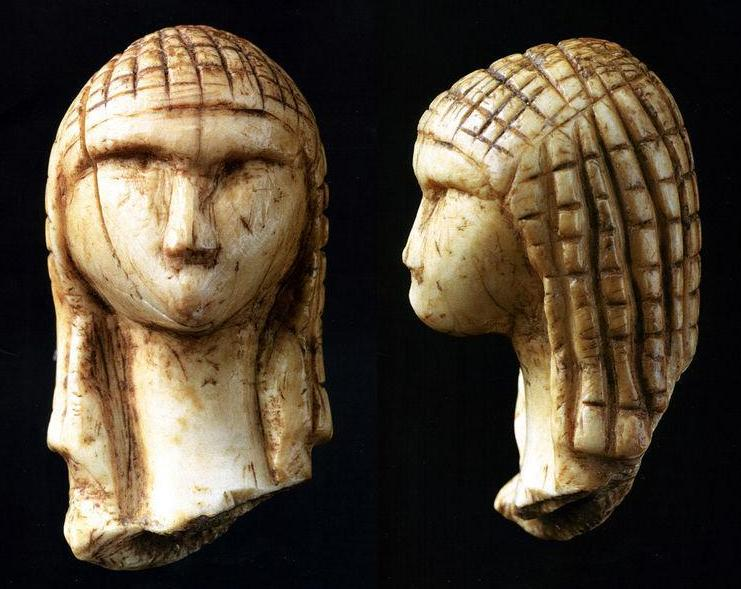
Venus de Brassempouy, gravetià
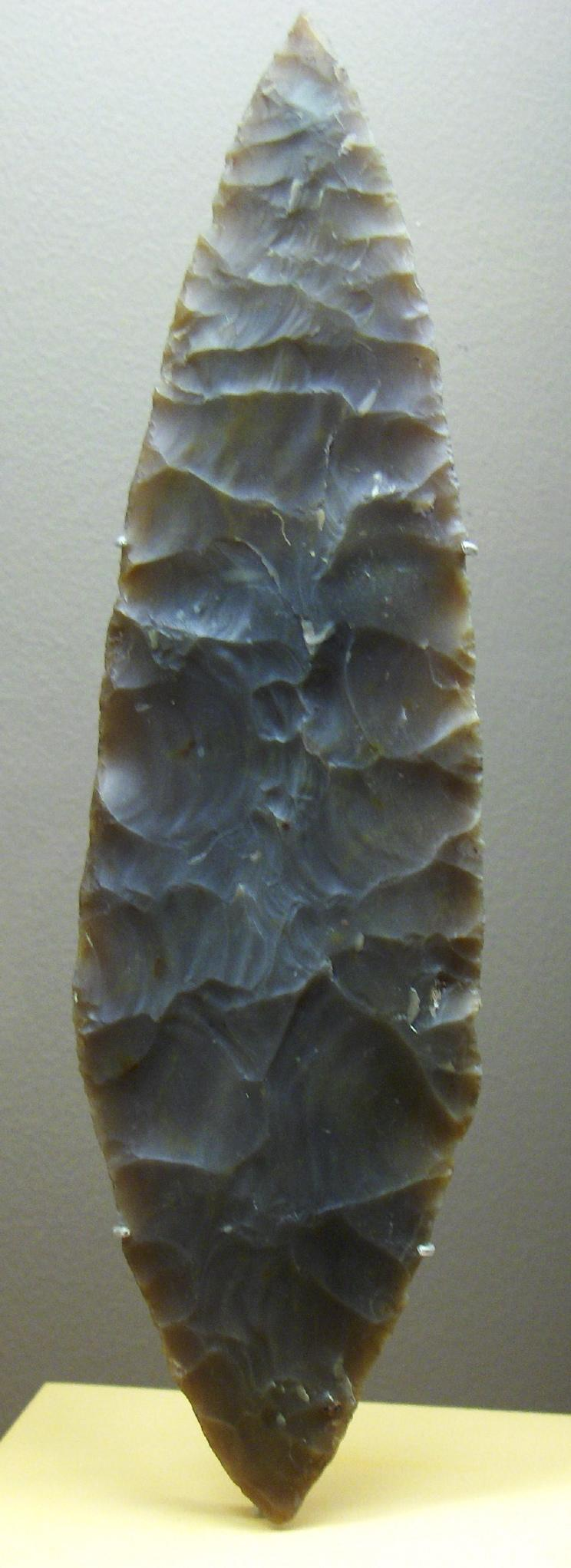
Bifaç fulla de llorer, Volgu, Saône-et-Loire, solutrià
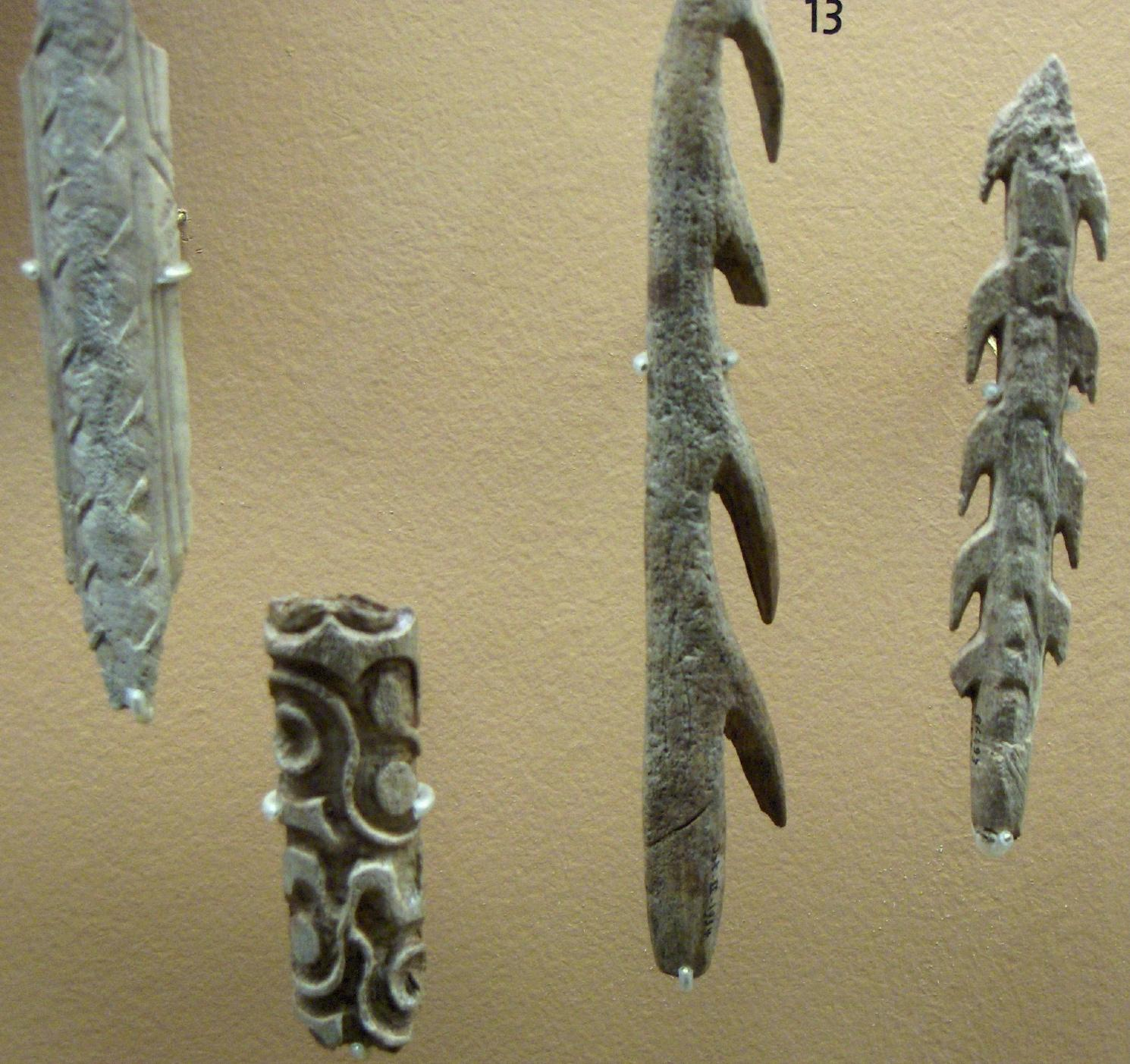
Arpons i ossos tallats, magdalenià
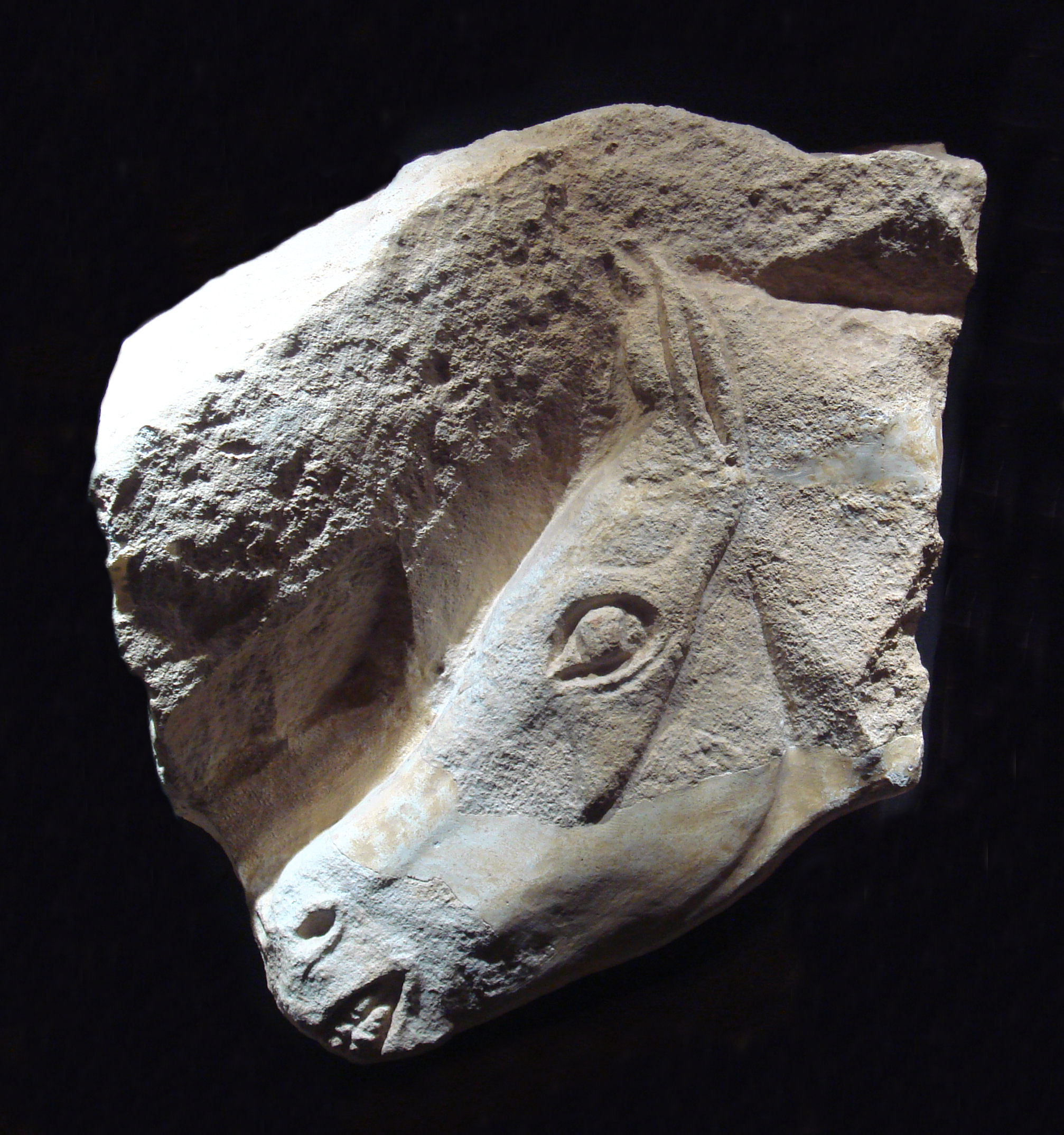
Cap de cavall, Angles-sud-l'Anglin, magdalenià

### Neolític
Una sala presenta:
- Els testimoniatges de les primeres pràctiques agrícoles i de la cria d'animals.
- Invencions i tècniques principals: el poliment de les eines de pedra, la ceràmica, el teixit.
- Les primeres mines de sílex.
- L'adorn: perles i arracades en petxines, dents d'animals perforades.
- L'expressió del pensament religiós: estatuetes femenines i estàtues menhirs.
- El mobiliari funerari de sepultures megalítiques (dòlmens).
- Aparició de la metal·lúrgia (coure).

El Neolític (ca. 5800 ae al 2100 ae) és el segon període de la prehistòria. L'ésser humà esdevingué productor de les seues subsistències i ja no era només un depredador i passà a influir en el seu entorn. És el moment en què les poblacions s'estableixen amb l'aparició de l'agricultura i de la cria d'animals. Construïren els primers llogarets i aixecaren megàlits, les primeres evidències d'arquitectura monumental. Aquest període es caracteritza per innovacions tècniques com el poliment de la pedra, l'aparició de la ceràmica i del teixit. Es creen les primeres xarxes d'intercanvi a llarga distància.
Una vitrina al bell mig de la sala presenta una sepultura trobada a Cys-la-Commune (Aisne), datada del 5000 ae. S'hi pot veure l'esquelet d'una dona envoltat de diferents adorns.

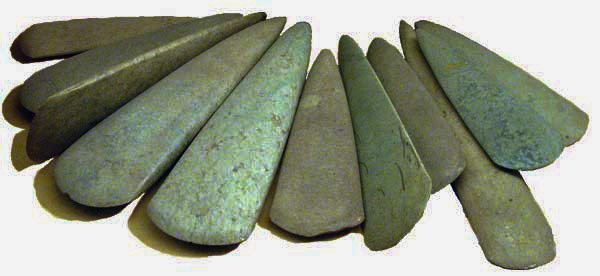
Destrals de pedra polida del Neolític (jaciment de Bernon) tallades en fibrolita i en roca verda probablement extreta dels Alps

Neolític
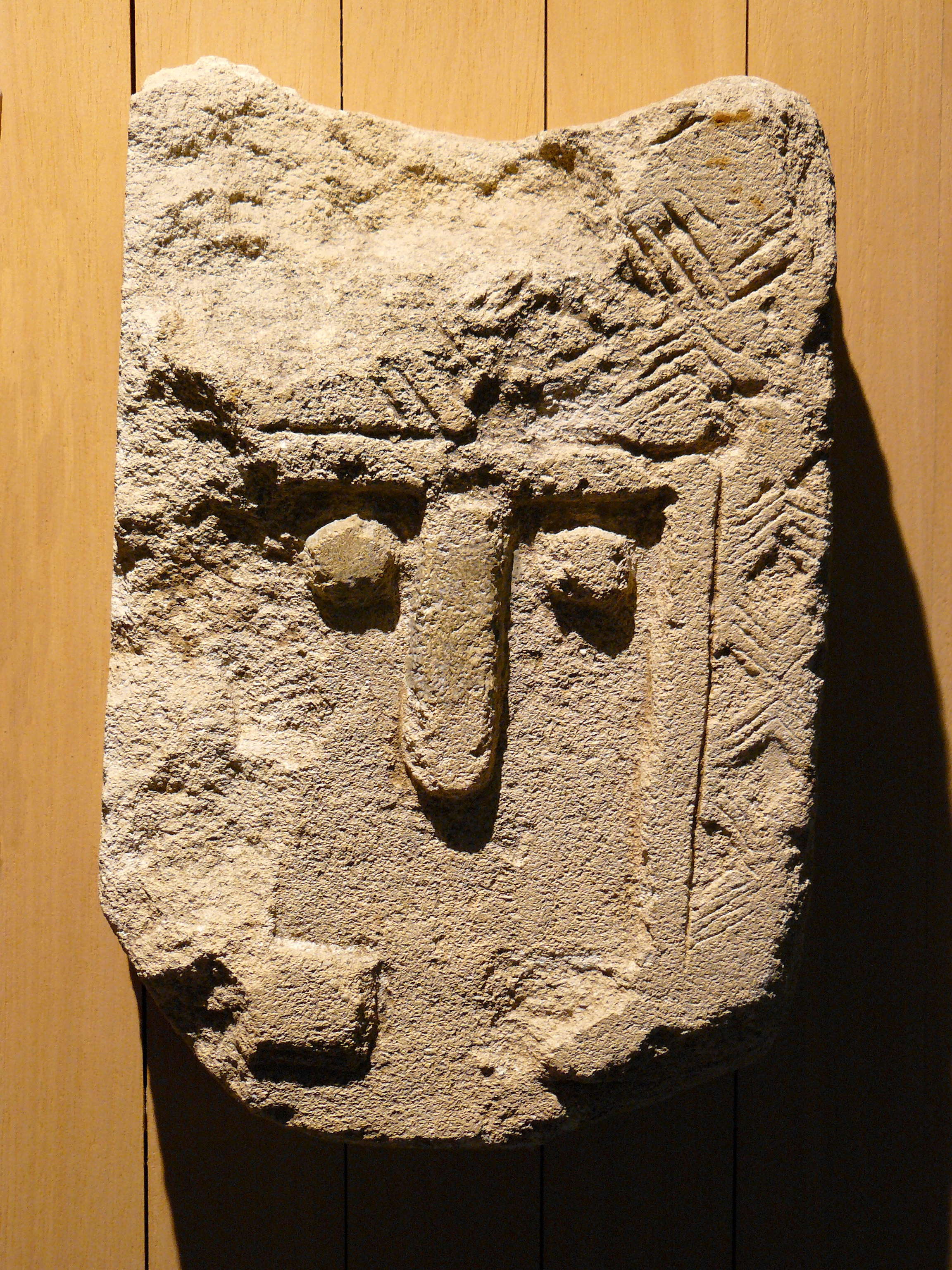
Estela en pedra calcària (Cavaillon, Vaucluse), ca. mil·lenni IV ae
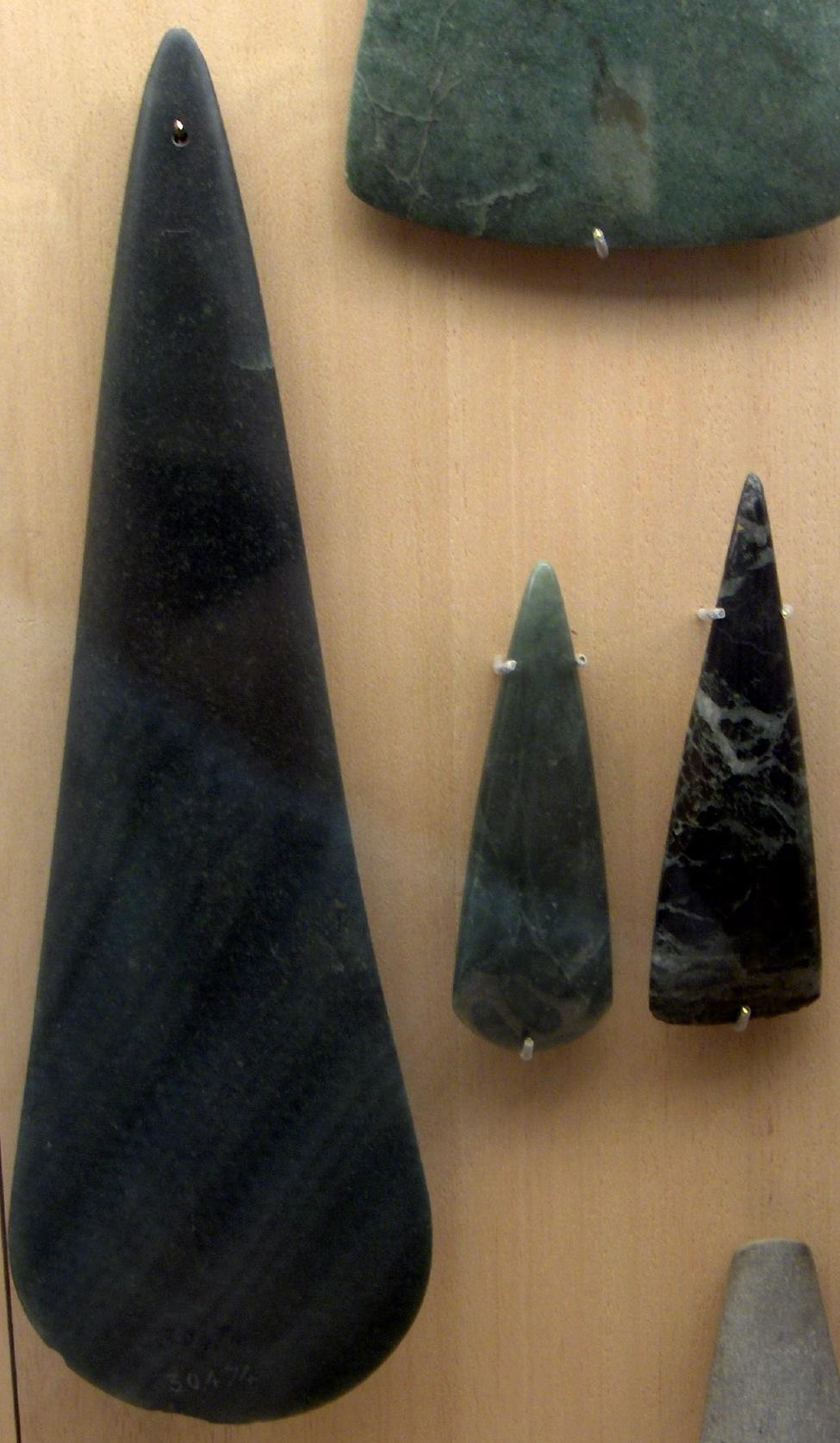
Destrals cerimonials polides
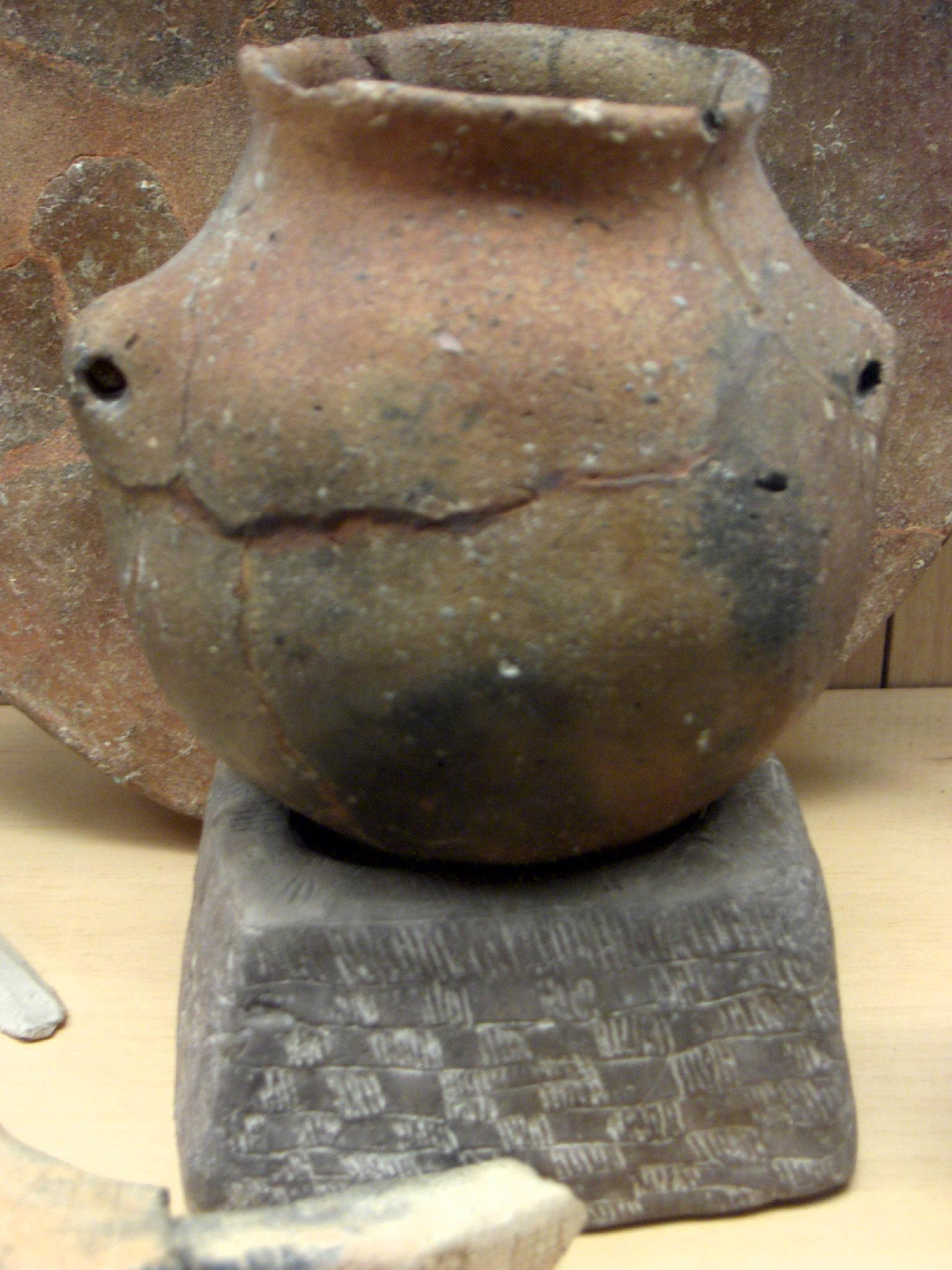
Gerra de terracota

### Edat de bronze
En l'edat del bronze (al voltant de 2100 ae a 750 ae) l'era prou semblant a la del Neolític, però el progrés tècnic que representava el bronze la farà evolucionar, i serà cada vegada més jeràrquica.

Edat de bronze
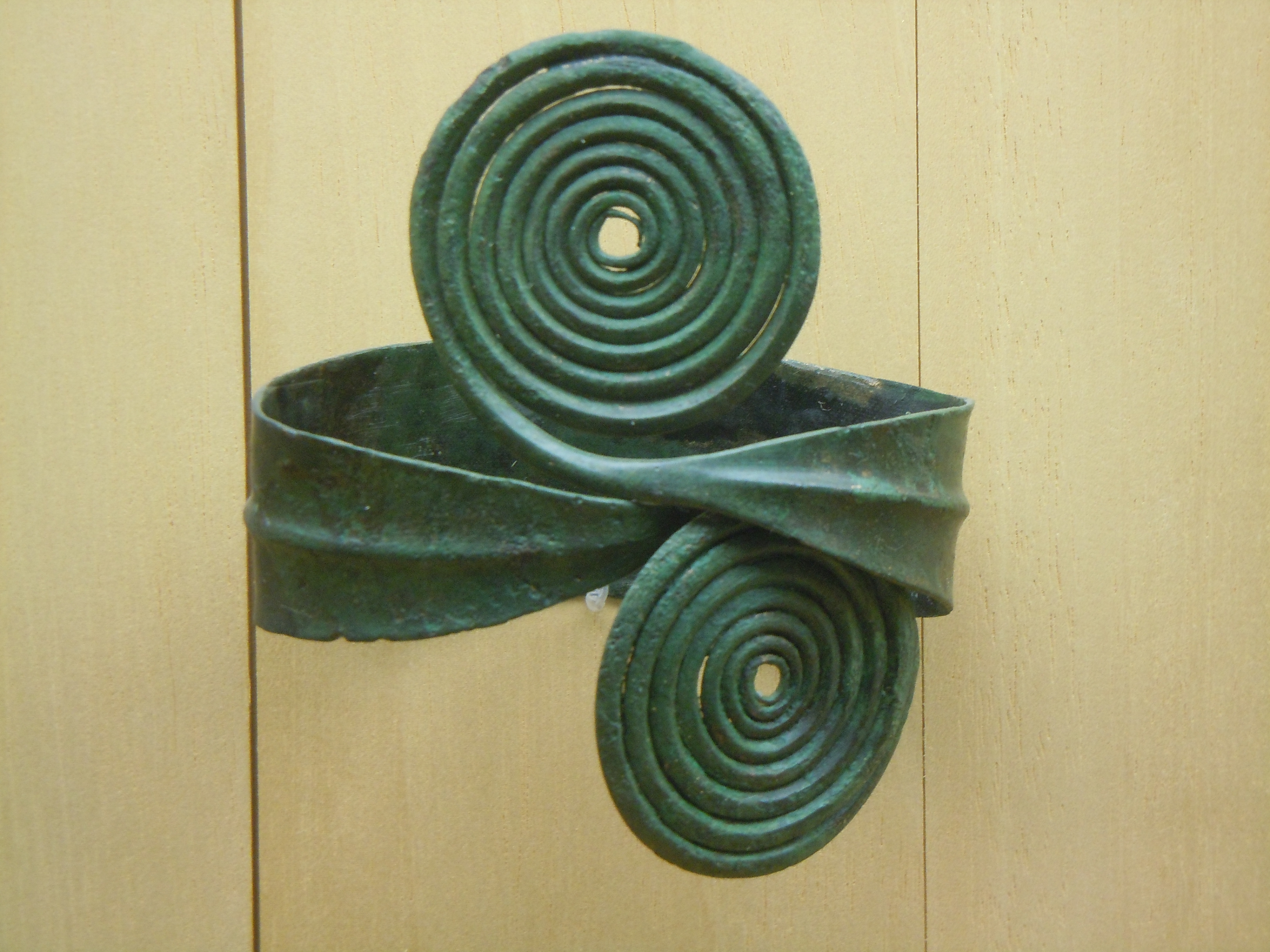
Sostenidor en bronze de Veuxhaulles-sud-Aube (ca. 1250)
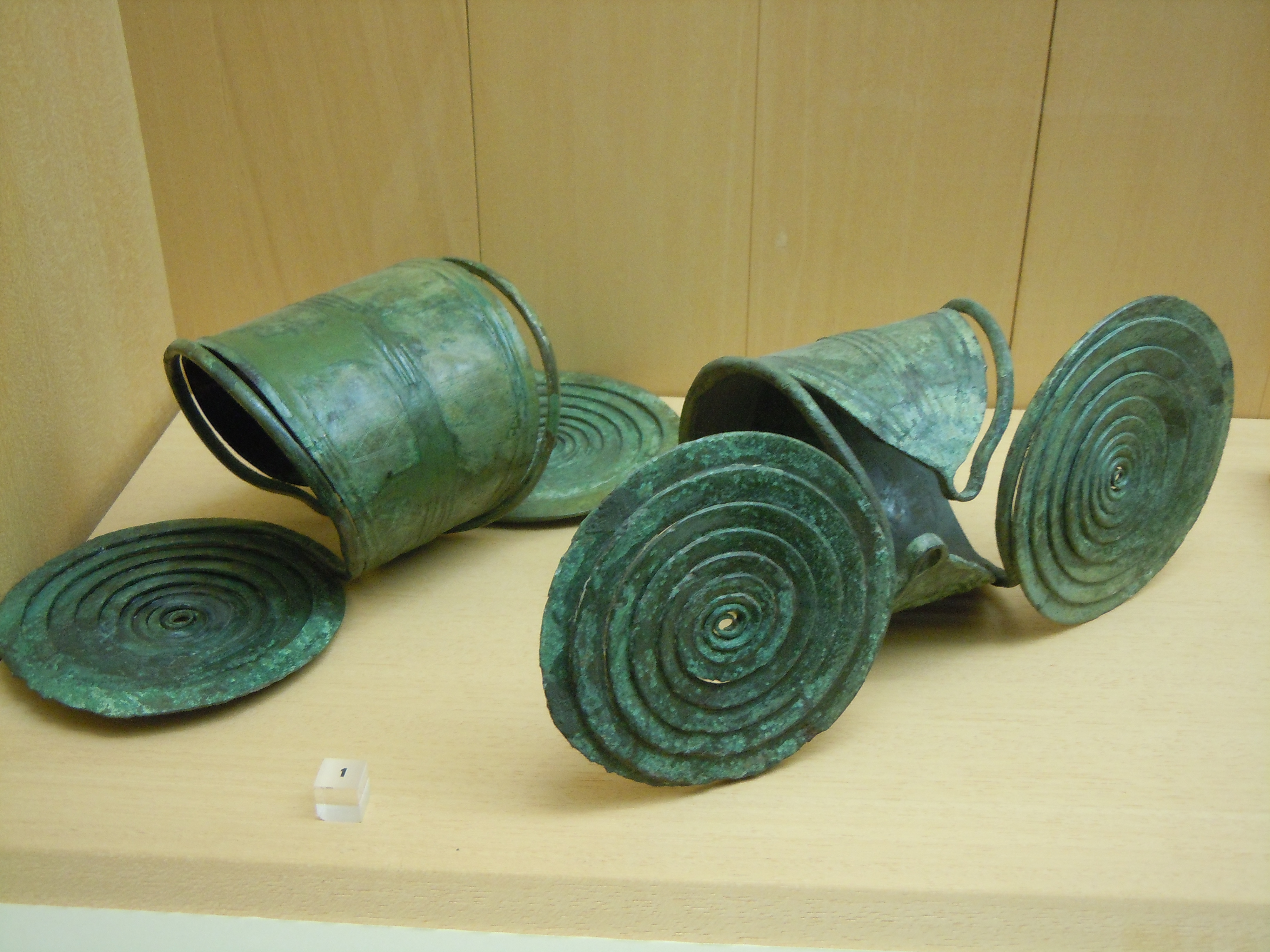
Calces en bronze de Veuxhaulles-sud-Aube (ca. 1250)
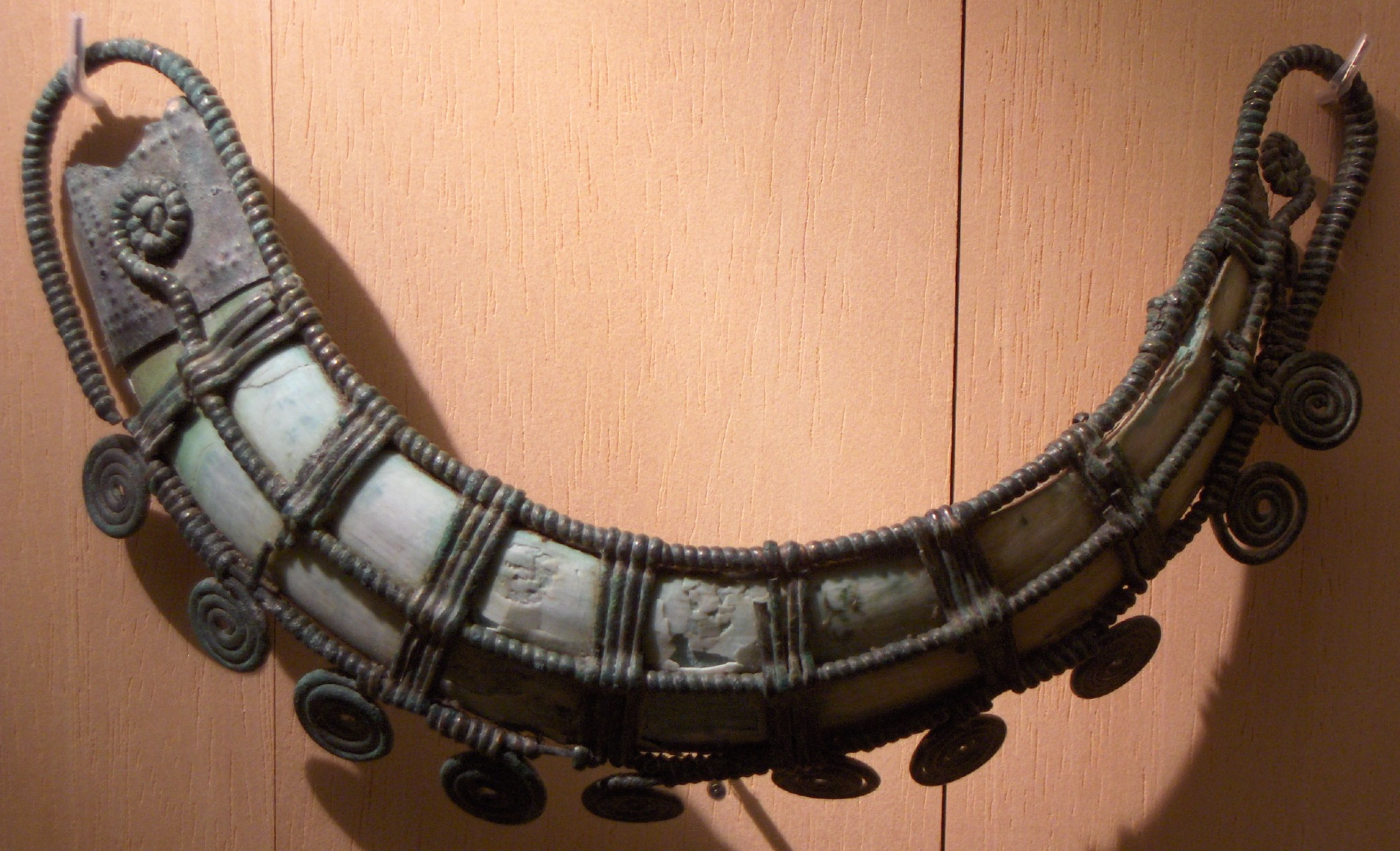
Ornament (La Colombine, Yonne), ca. 1200 aC, joia duta a l'anca, feta d'una malla de bronze decorada amb volutes engalzant un ullal de suido, provinent d'una sepultura
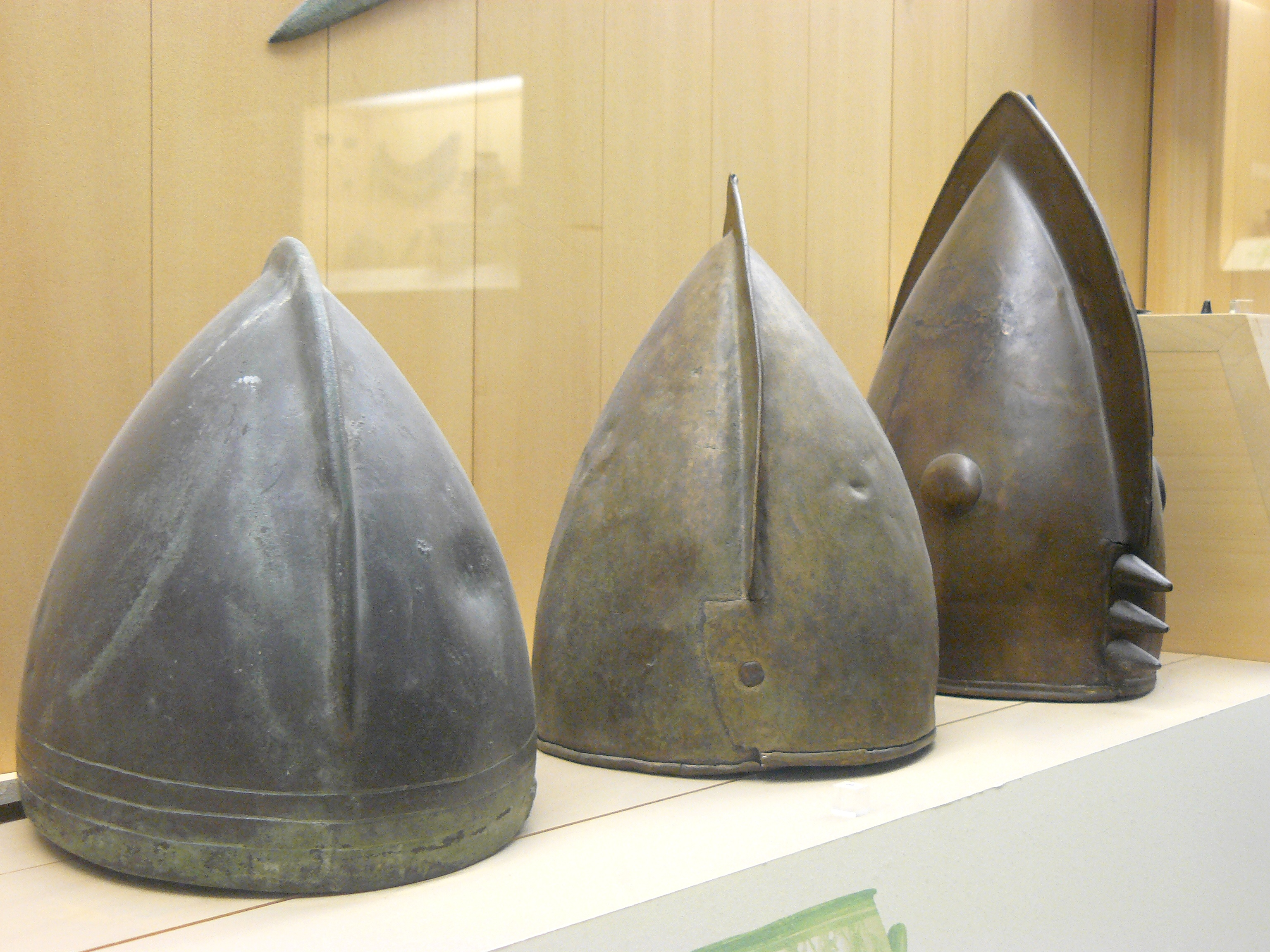
Cascs amb cresta, 1150-950 ae
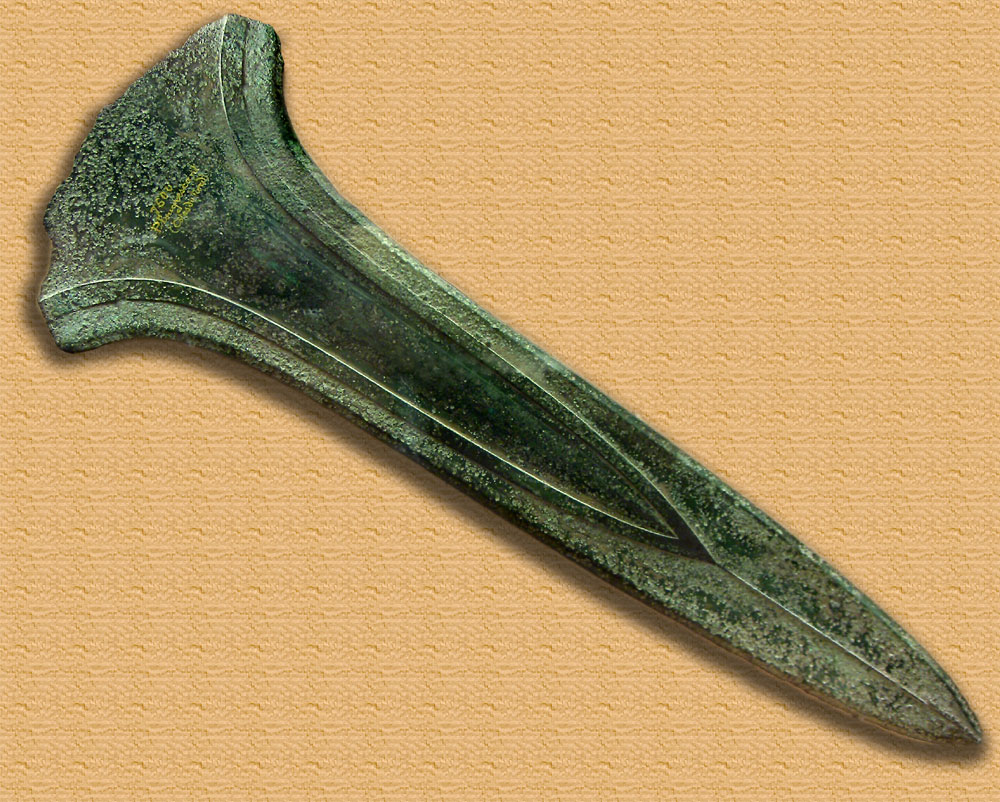
Espasa de bronze, ca. 800 ae

L'abundància d'or en l'edat del bronze explica la gran quantitat d'objectes i joies fets en aquest material en aquest moment.

L'or en l'edat de bronze
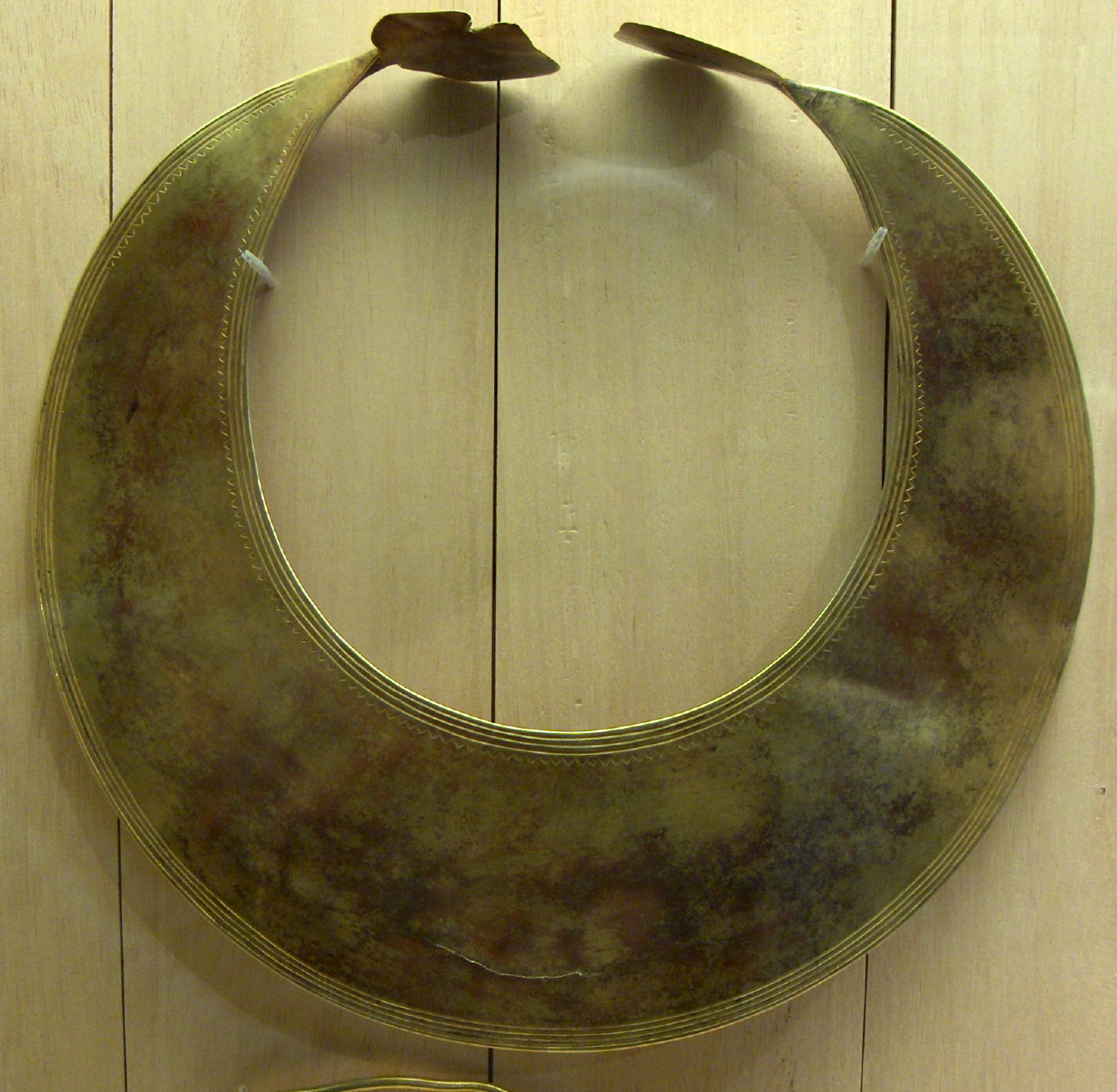
Lúnula d'or (Kerivoa, Bourbriac, Côtes-d'Armor), 2000-1600 ae
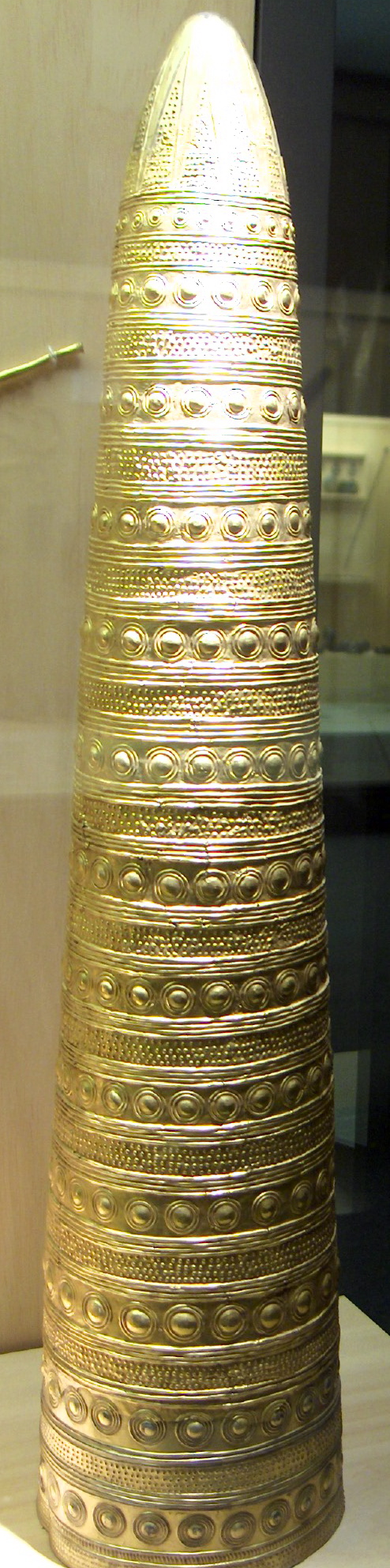
Con daurat d'Avanton, Vienne, 1500-1250 ae
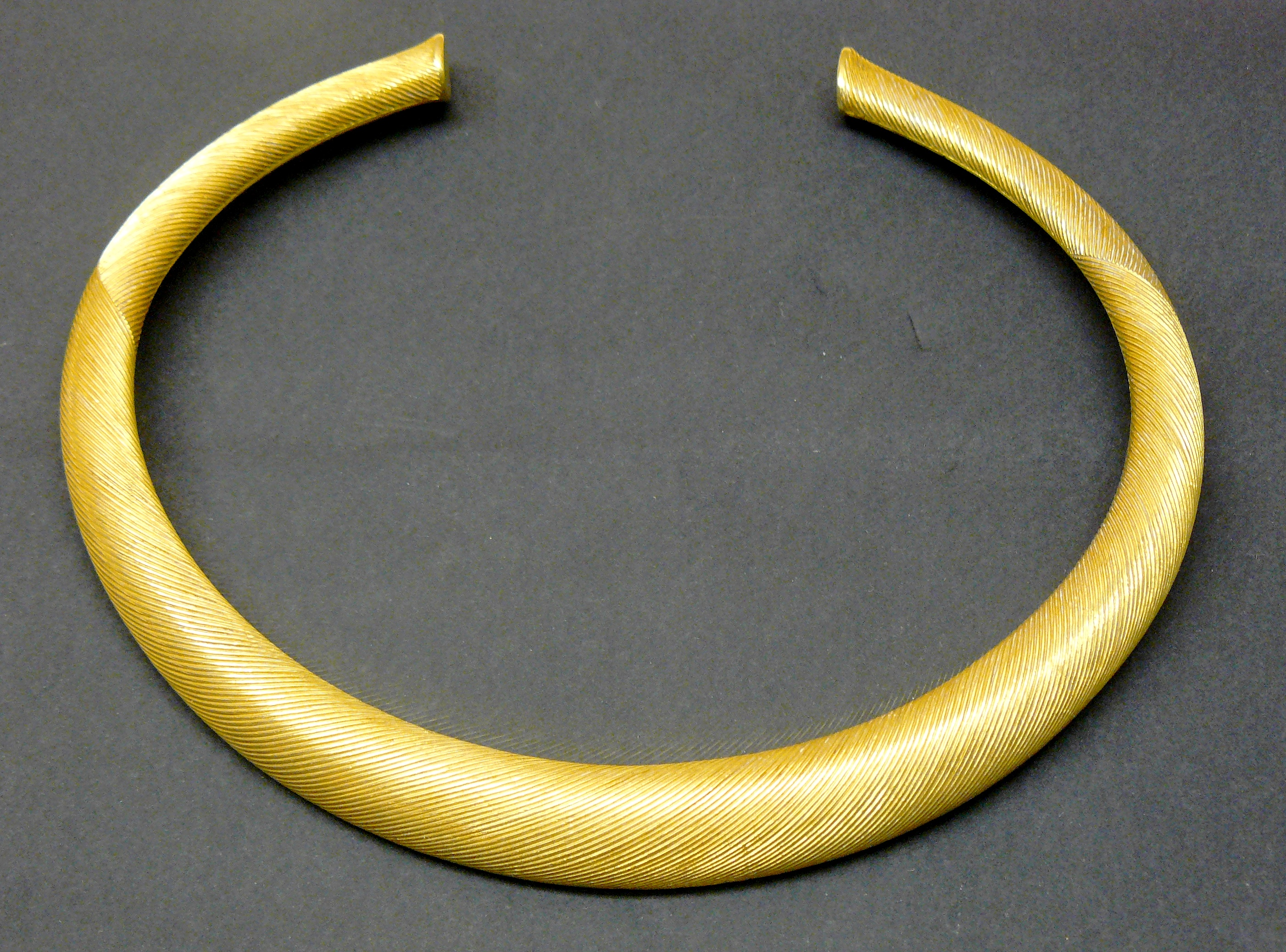
Collaret d'or estriat (Guînes, Pas-de-Calais), ca. 1200-1000 ae
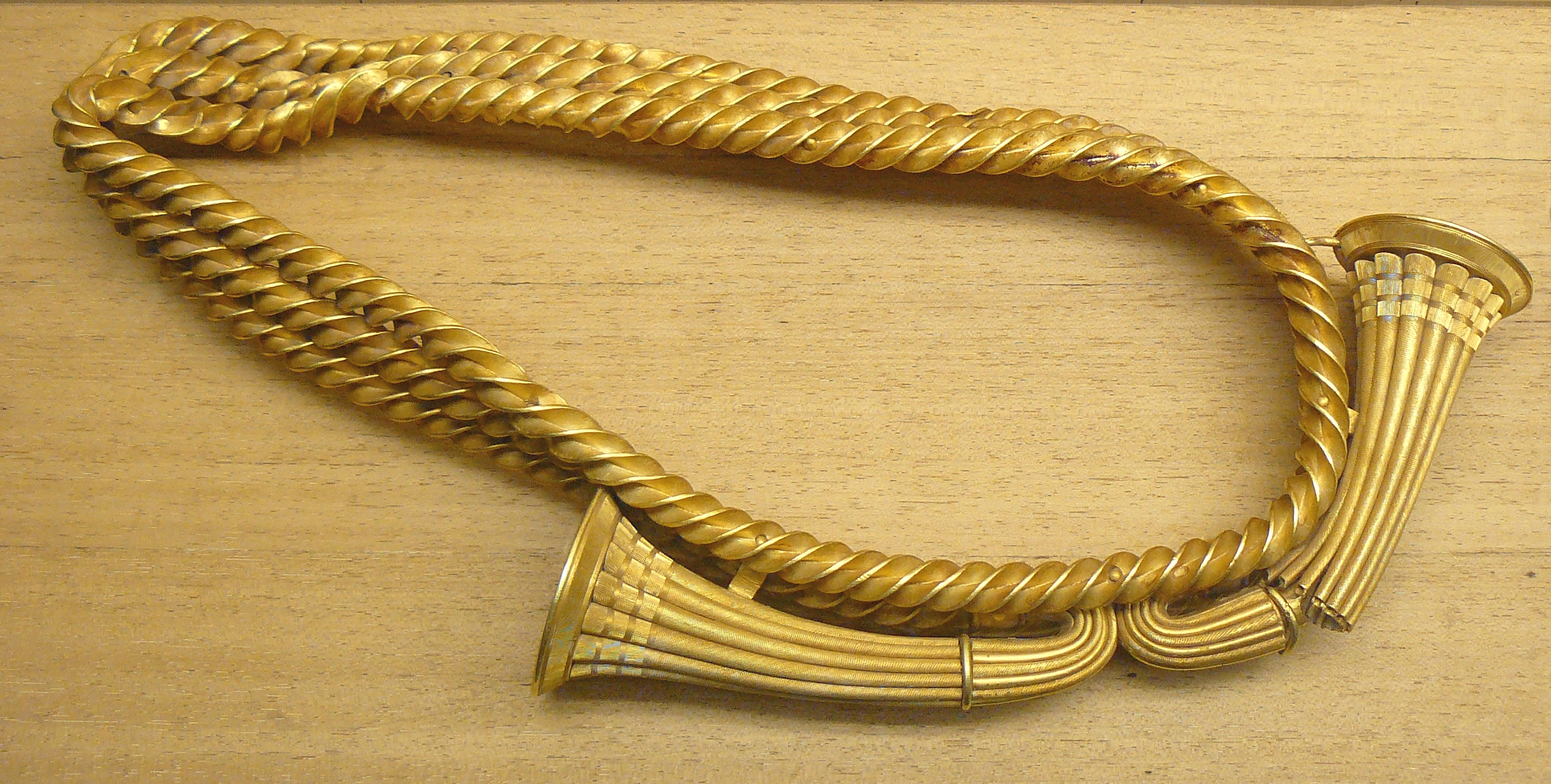
Cinyell d'or (Guînes, Pas-de-Calais), ca. 1200-1000 ae

### Edat de ferro
En la primera edat del ferro (780-480 ae), que correspon a la cultura de Hallstatt, els morts privilegiats s'enterraven sota túmuls (Borgonya, Lorena, Franc Comtat, Berric, Vix, Sainte-Colombe-sur-Seine, Magny-Lambert…

Primera edat de ferro
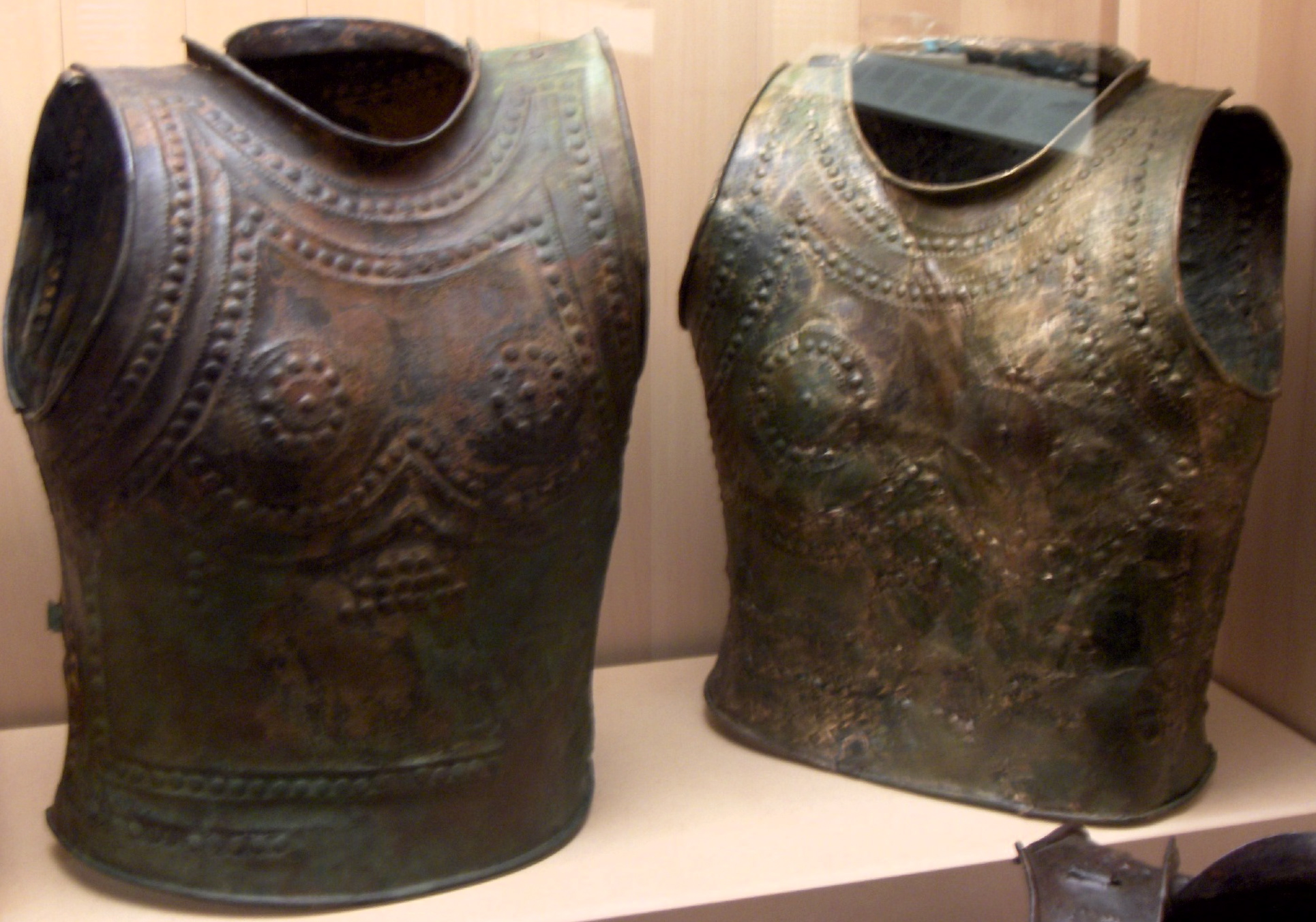
Cuirasses de bronze (Marmesse, Haute-Marne), formades per dues petxines de bronze reblades d'una banda i tancades per l'altre amb ganxos, del període de transició entre l'edat del bronze i la de ferro (aprox. del 950 al 780 ae)
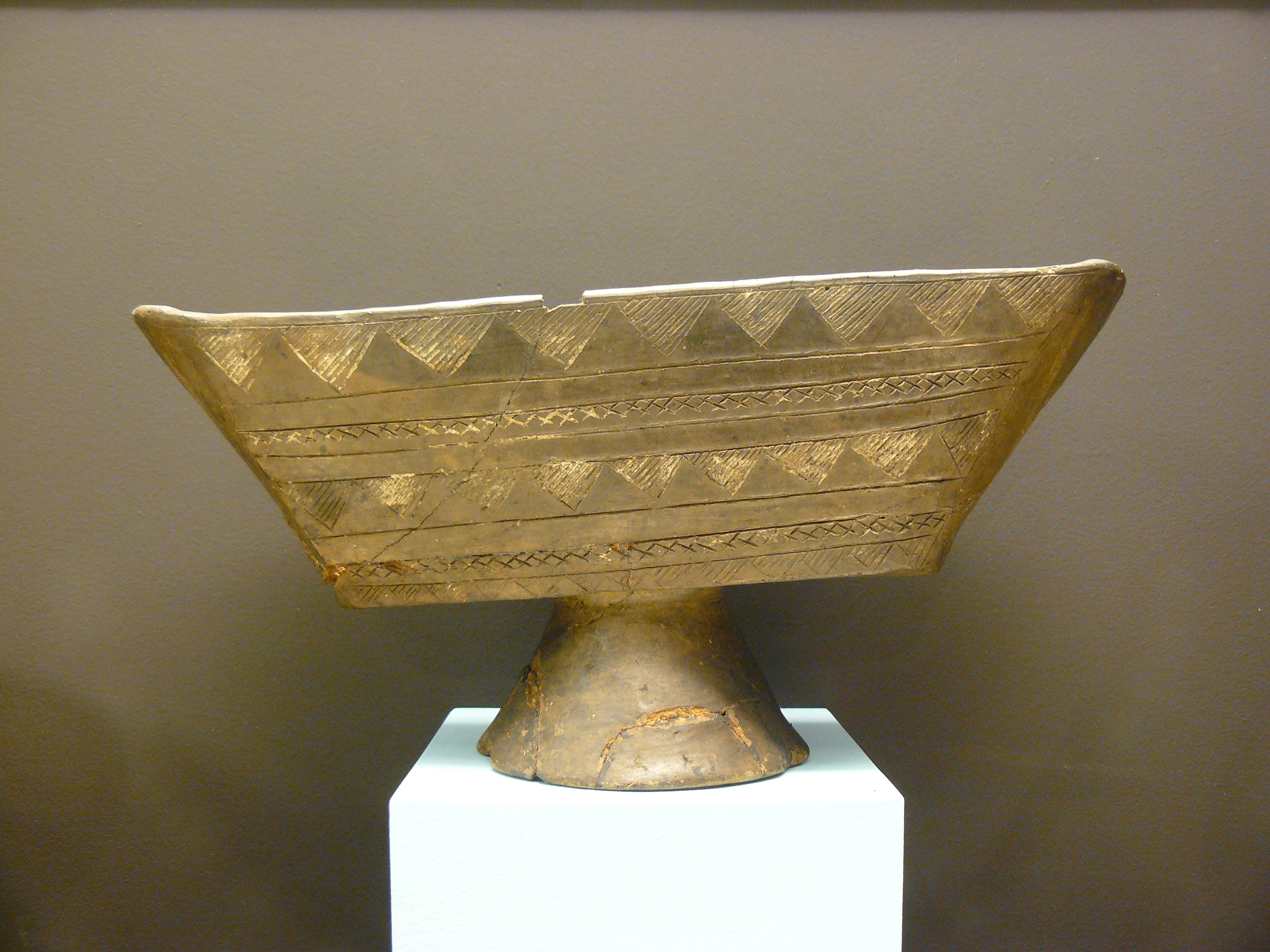
Copa en terracota, cultura de Golasecca, mitjans del s. VII ae
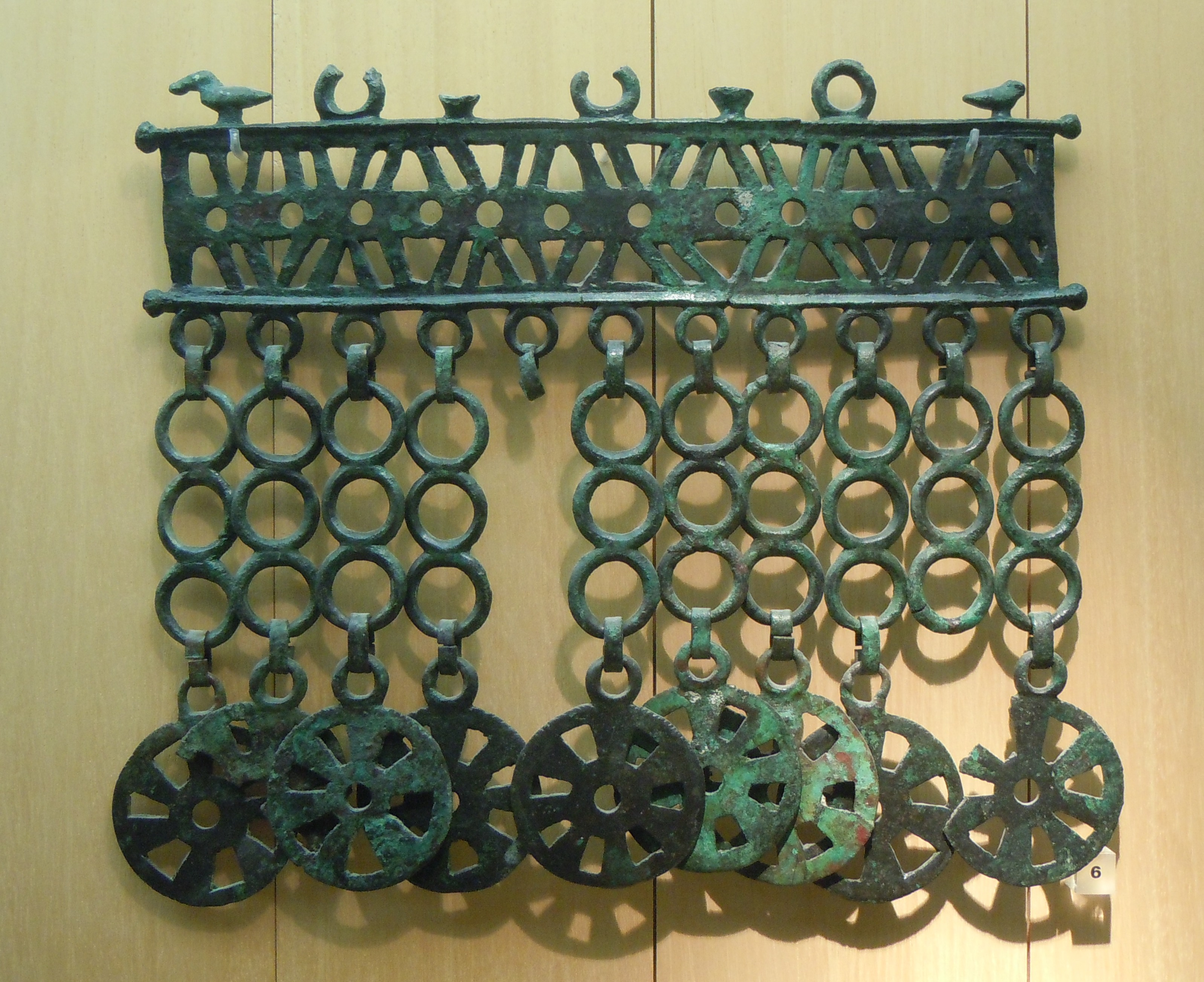
Pectoral amb brànquies i ocells (Les Moidons, Jura), s. VI ae
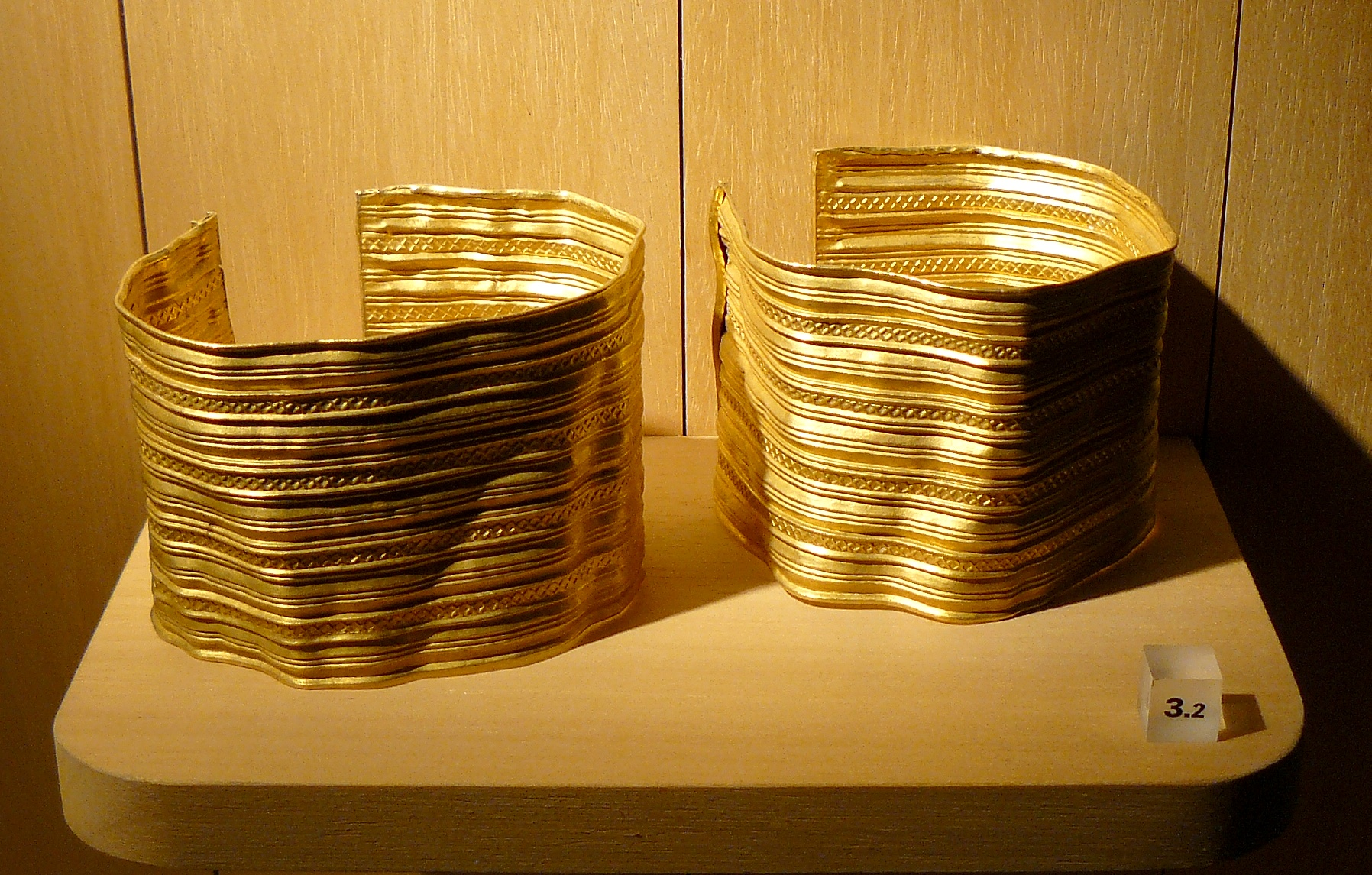
Braçals d'or (La Butte, Sainte-Colombe-sur-Seine, Côte-d'Or), adorns d'una tomba de carro femenina
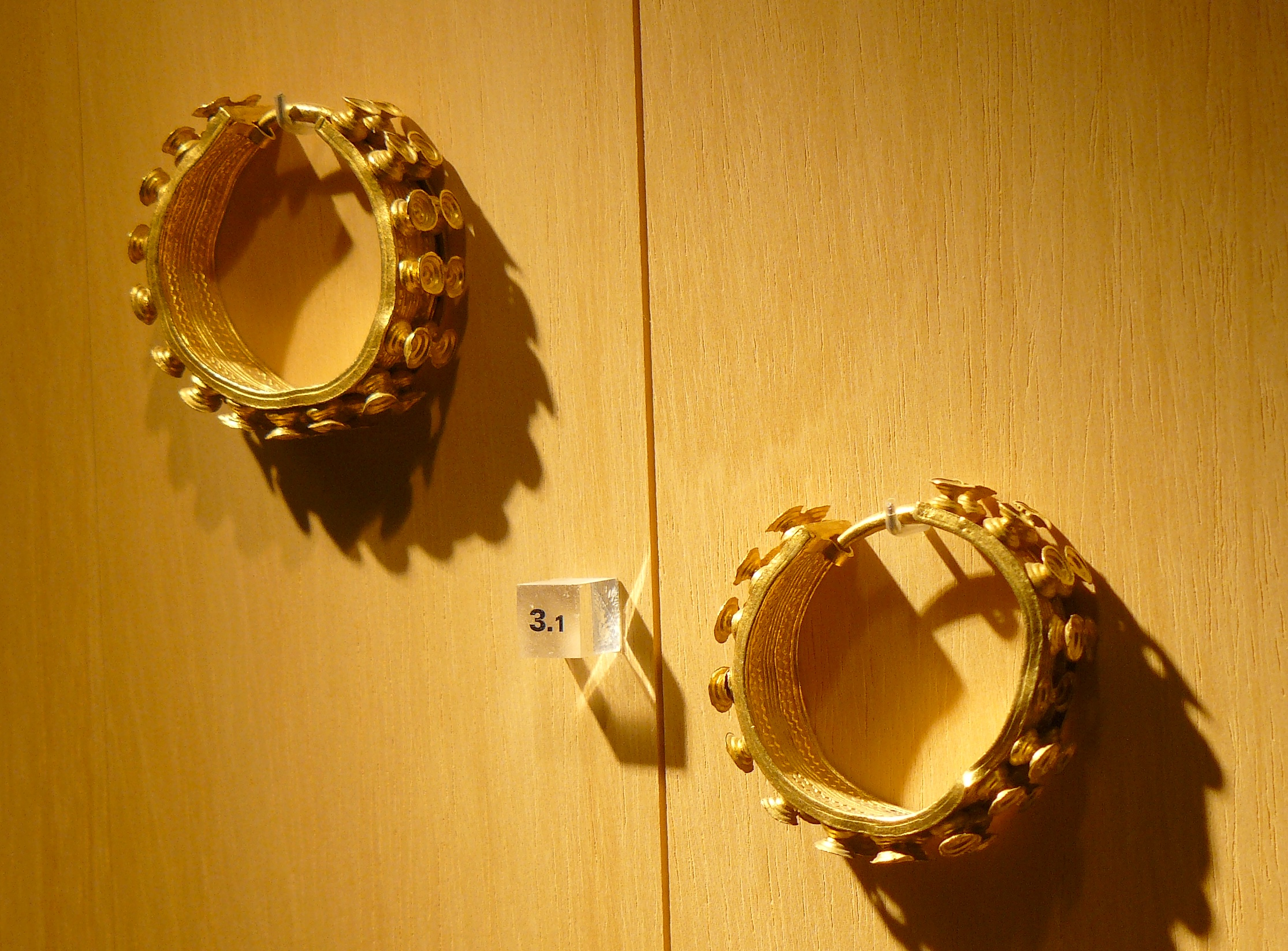
Arracades d'or (La Butte, Sainte-Colombe-sur-Seine, Côte-d'Or)

La segona edat de ferro (480 ae-començament de la nostra era) fou una societat de guerrers que va anar guanyant puixança del segle V ae al III aC. Els gals sobreeixiren sobretot en ceràmica, vidrieria i metal·lúrgia (bronze i ferro).

La col·lecció d'art celta del museu és una de les més grans del món.

Segona edat de ferro
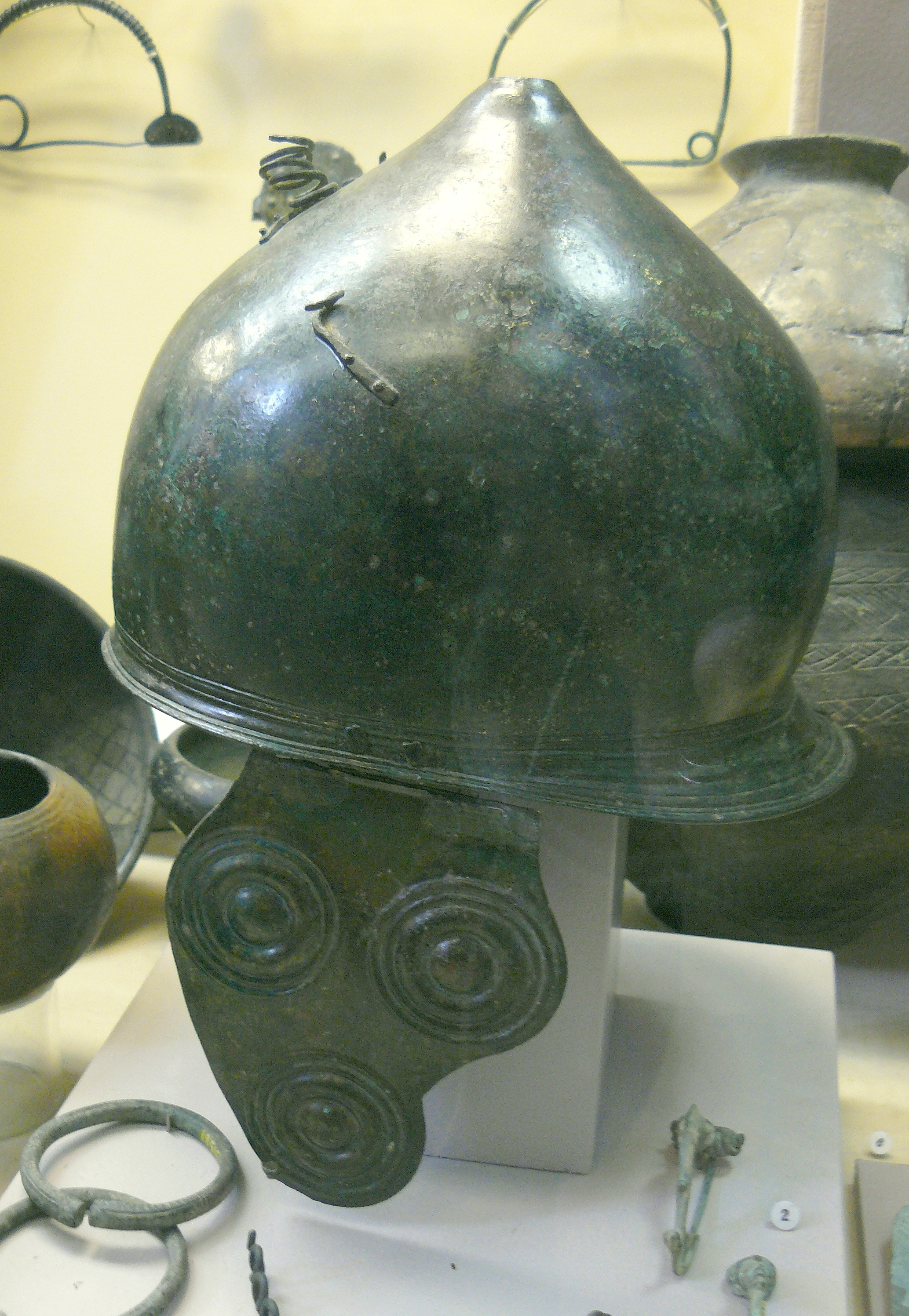
Casc (Itàlia del Nord)

### Gàl·lia romana
La Gàl·lia romana (del 52 ae al final del s. V): després de la conquesta per Juli Cèsar, la Gàl·lia s'integrà a l'Imperi romà. La urbanització avançà amb les ciutats i la construcció d'edificis públics; una xarxa de carreteres travessava tota la Gàl·lia.

Les sis sales del departament galoromà mostren els déus, el món dels morts, la presència de l'exèrcit romà a la Gàl·lia, tipus d'artesania i la vida quotidiana (menjar, vestuari, adorns, lleure, entorn domèstic, medicina, transport, escriptura…).

El panteón galo
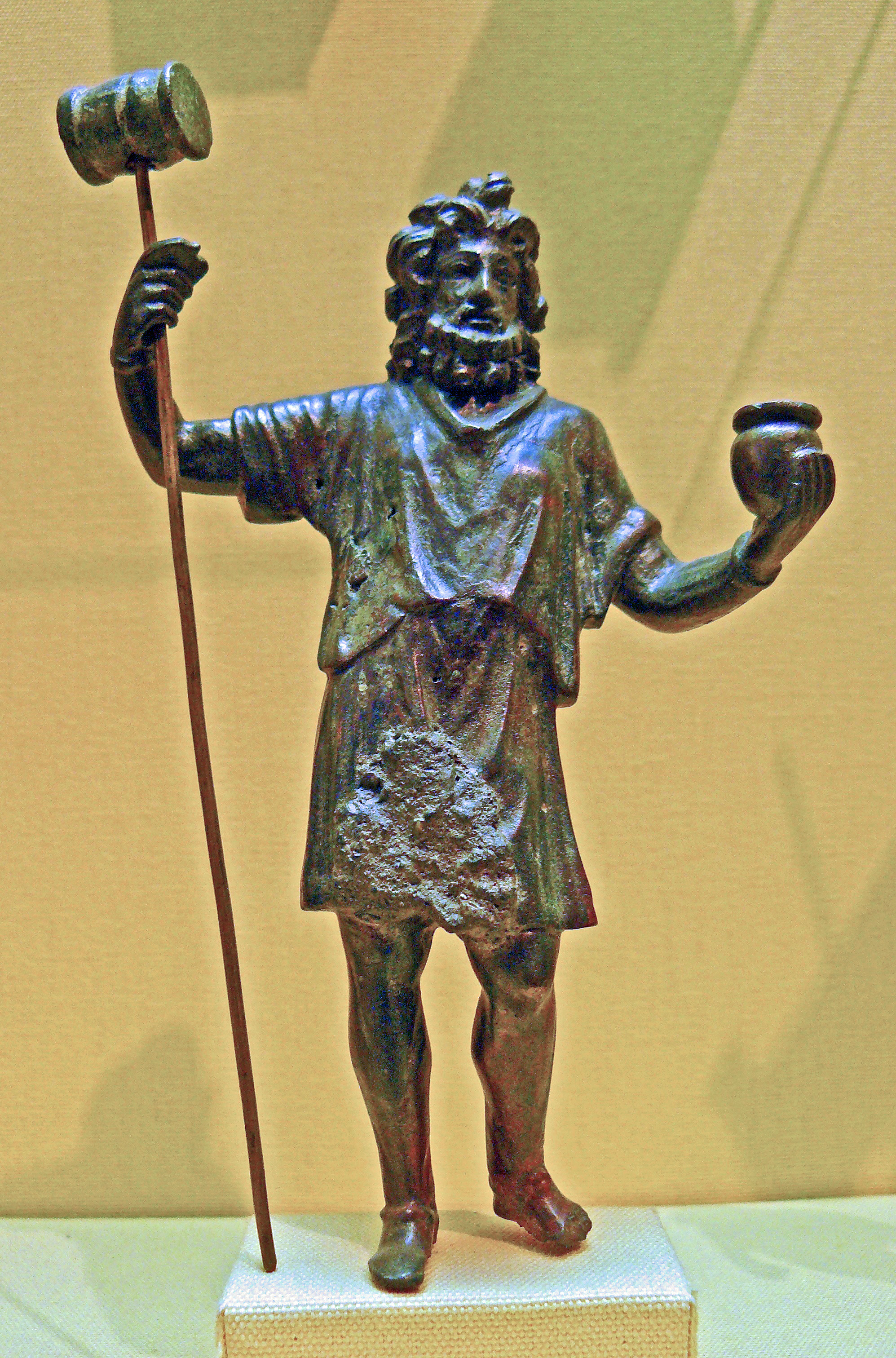
Sucellos
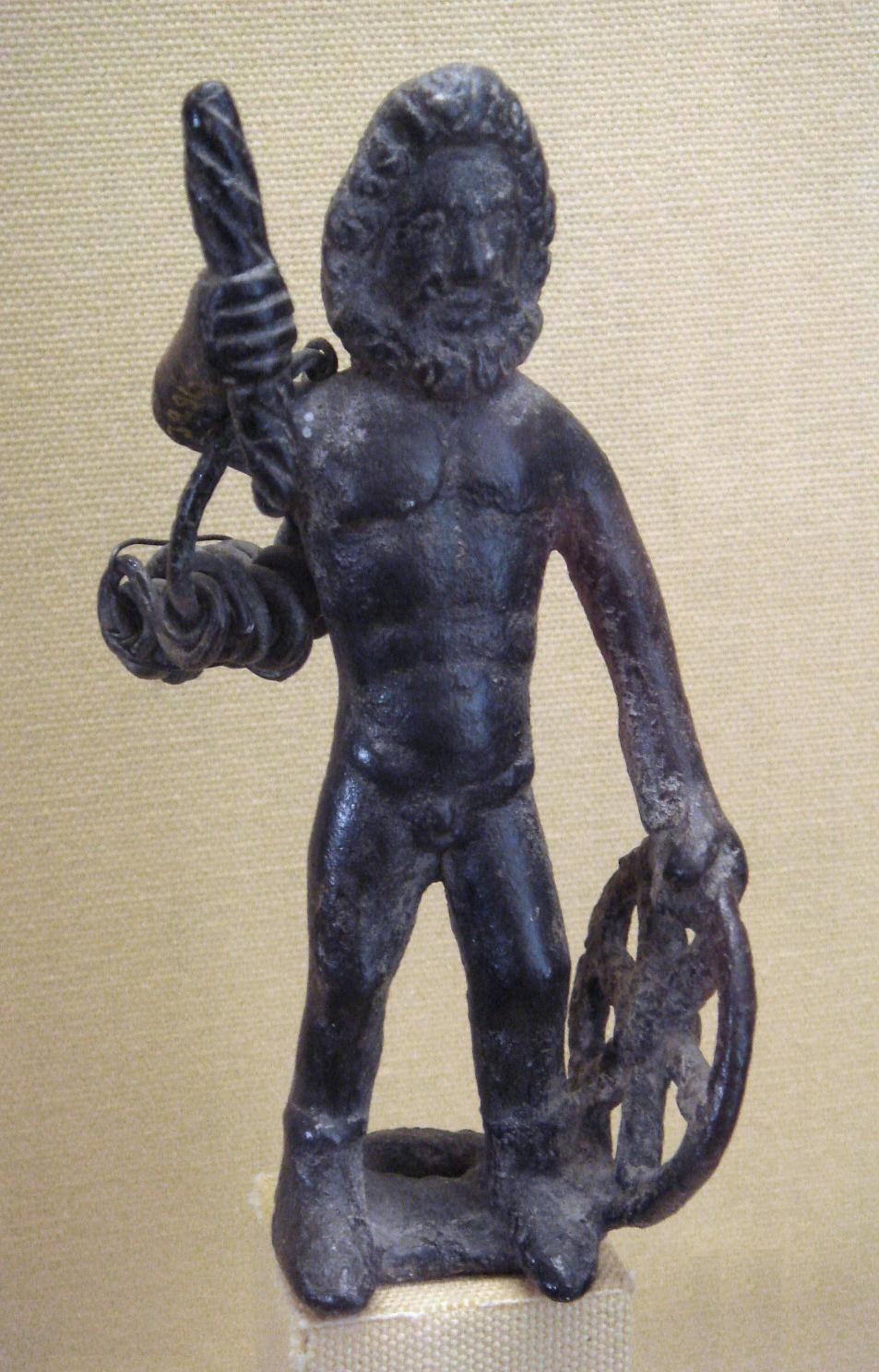
Taranis (Le Châtelet de Gourzon, Haute-Marne), amb els seus atributs: la roda, símbol solar, i el raig
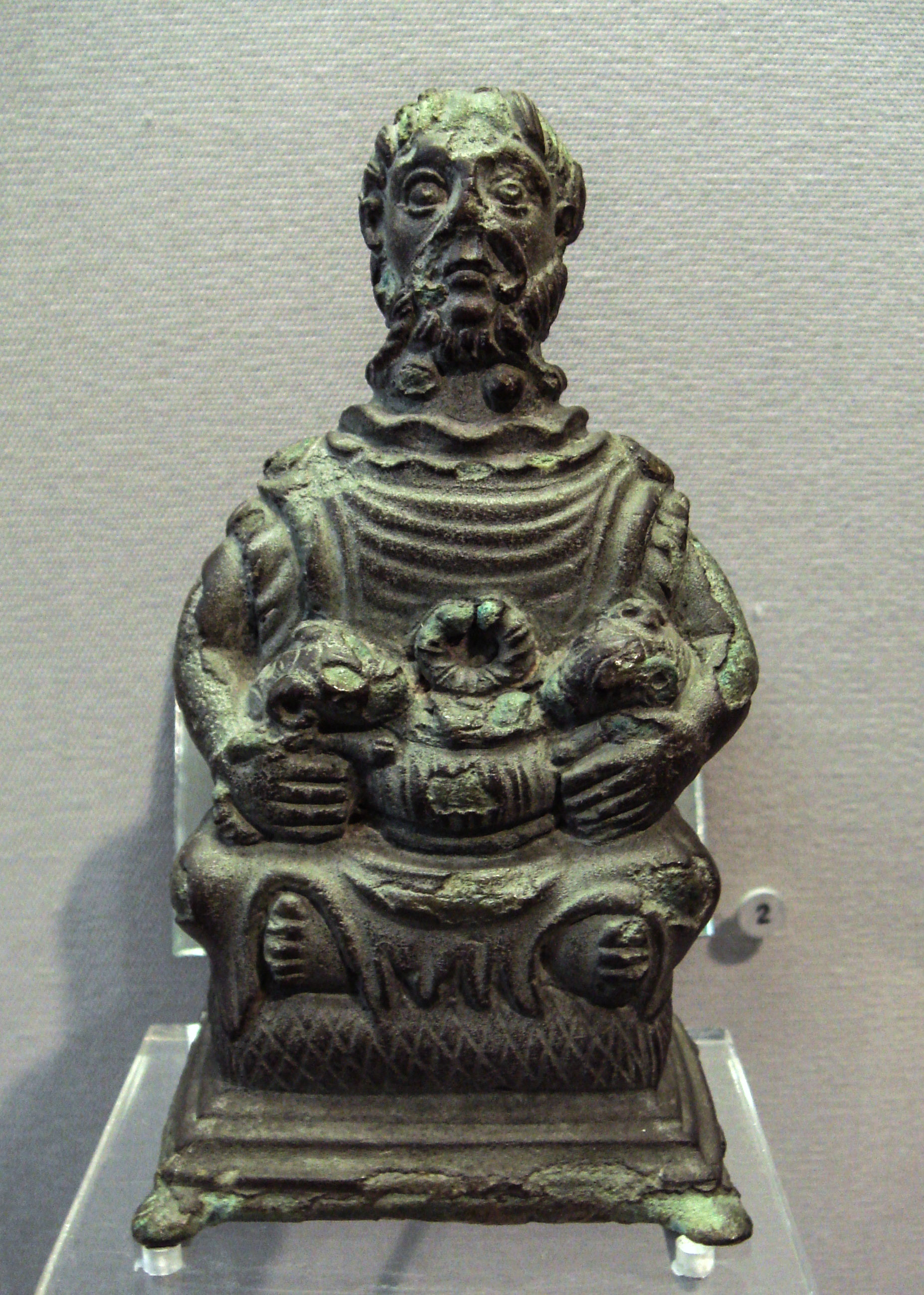
Cernunnos (Étang-sud-Arroux) amb tres cares i sostenint dues serps amb cap de carner. Dues cavitats al cap probablement estaven destinades a les banyes d'un cérvol
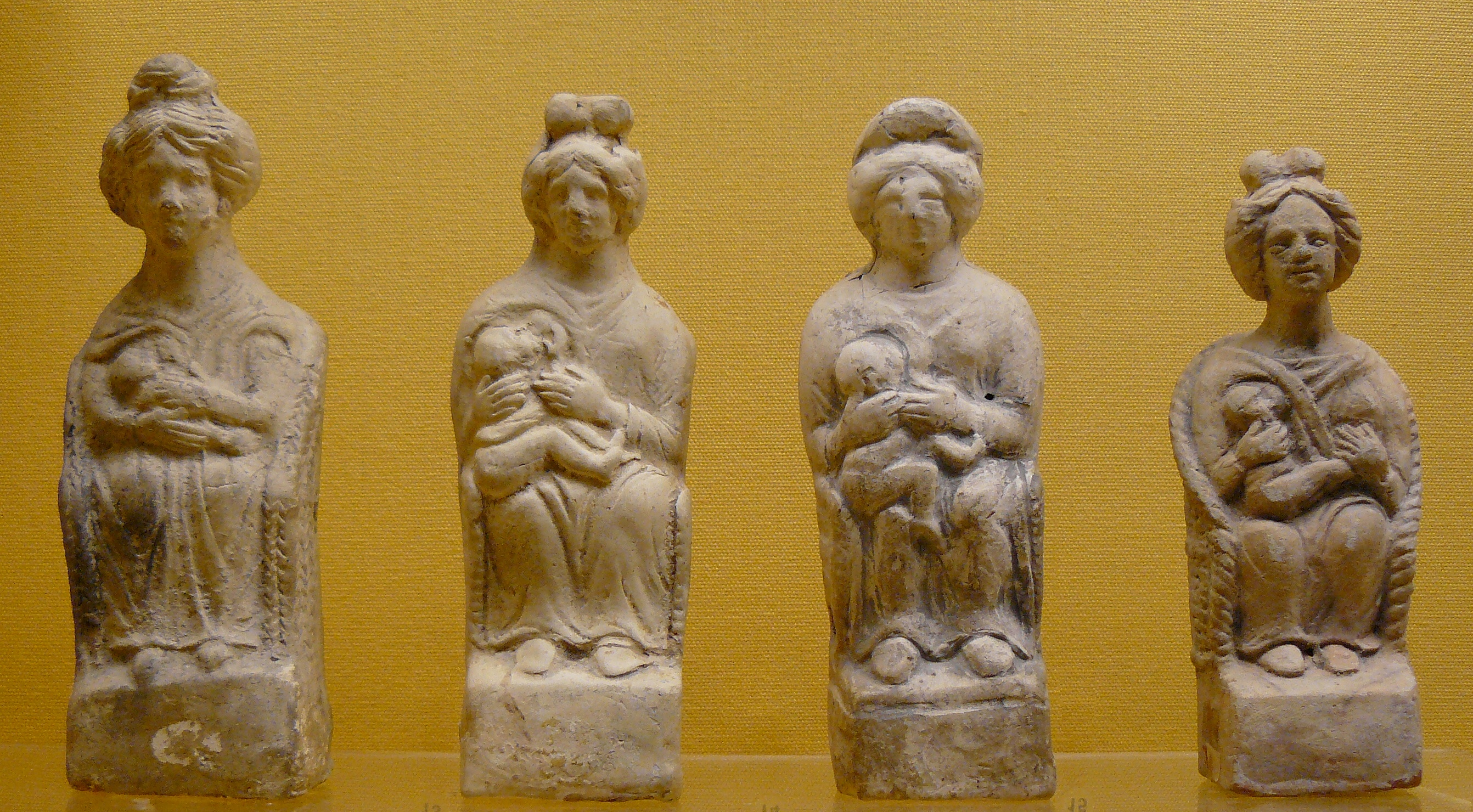
Dees mare amamantant un nadó, terracota, típiques de la Gàl·lia
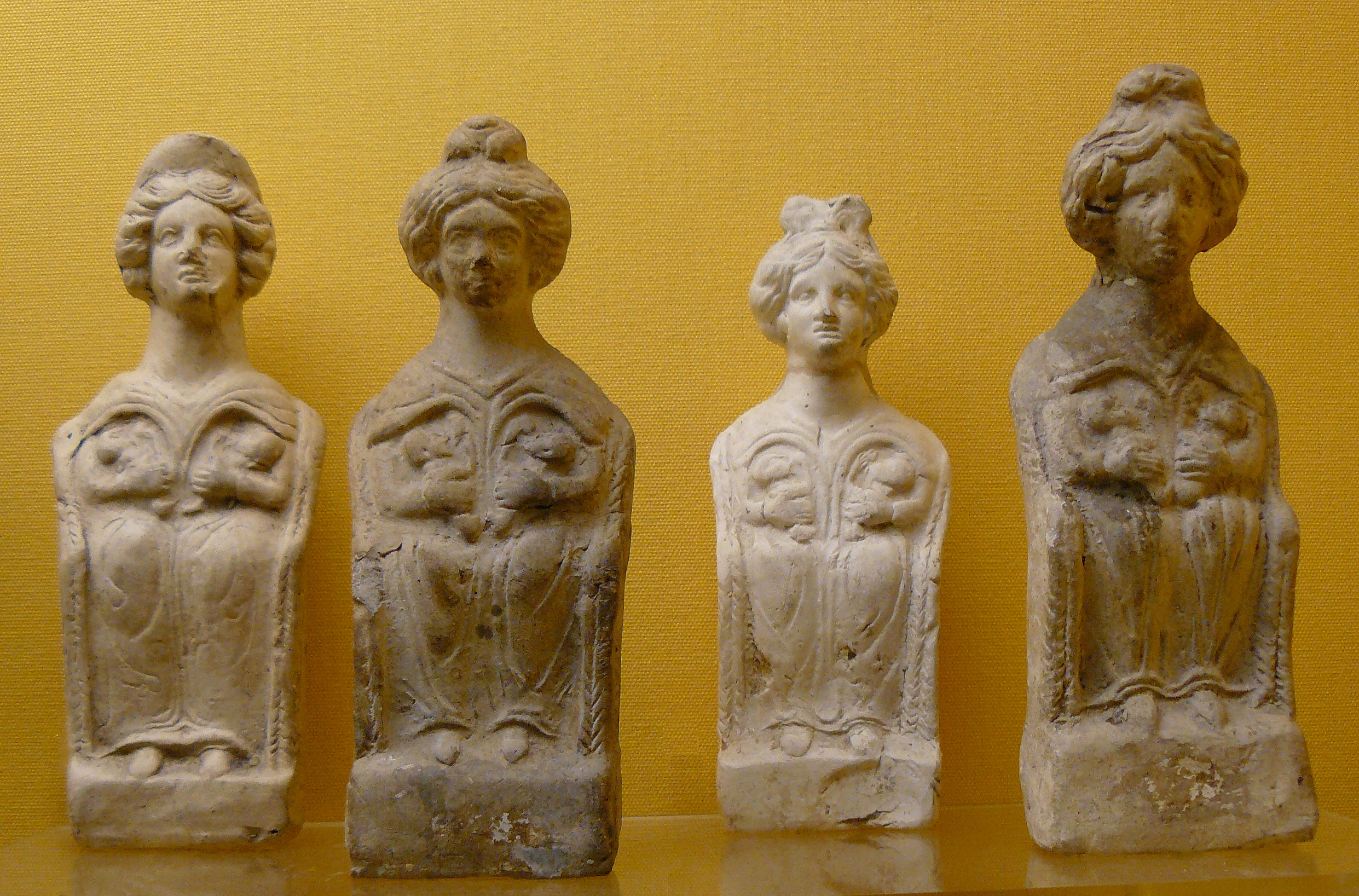
Dees mare amamantant dos nadons, terracota
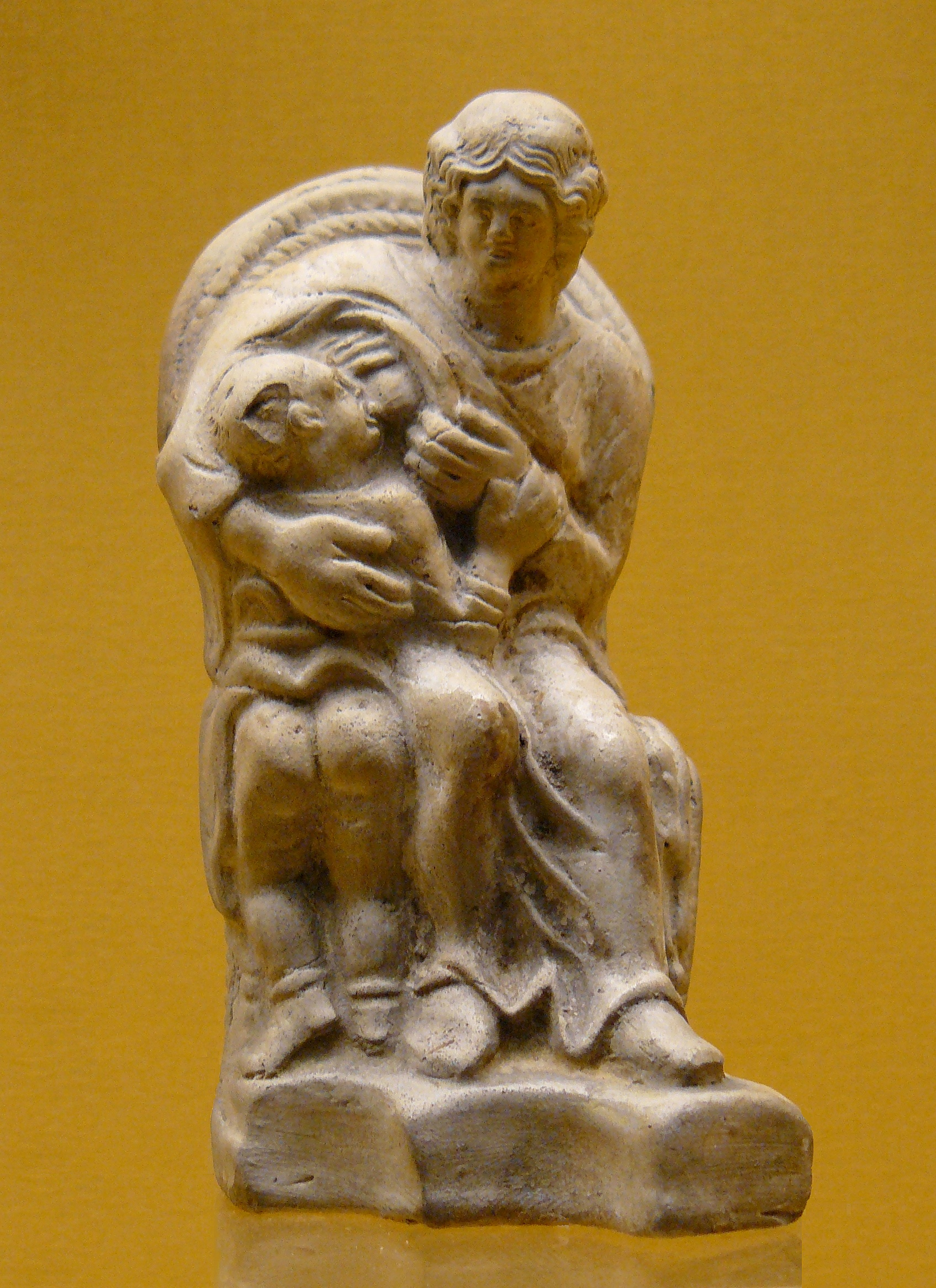
Dea mare (Bordeus, Gironde), deïtat nadiua, però tècnica romana
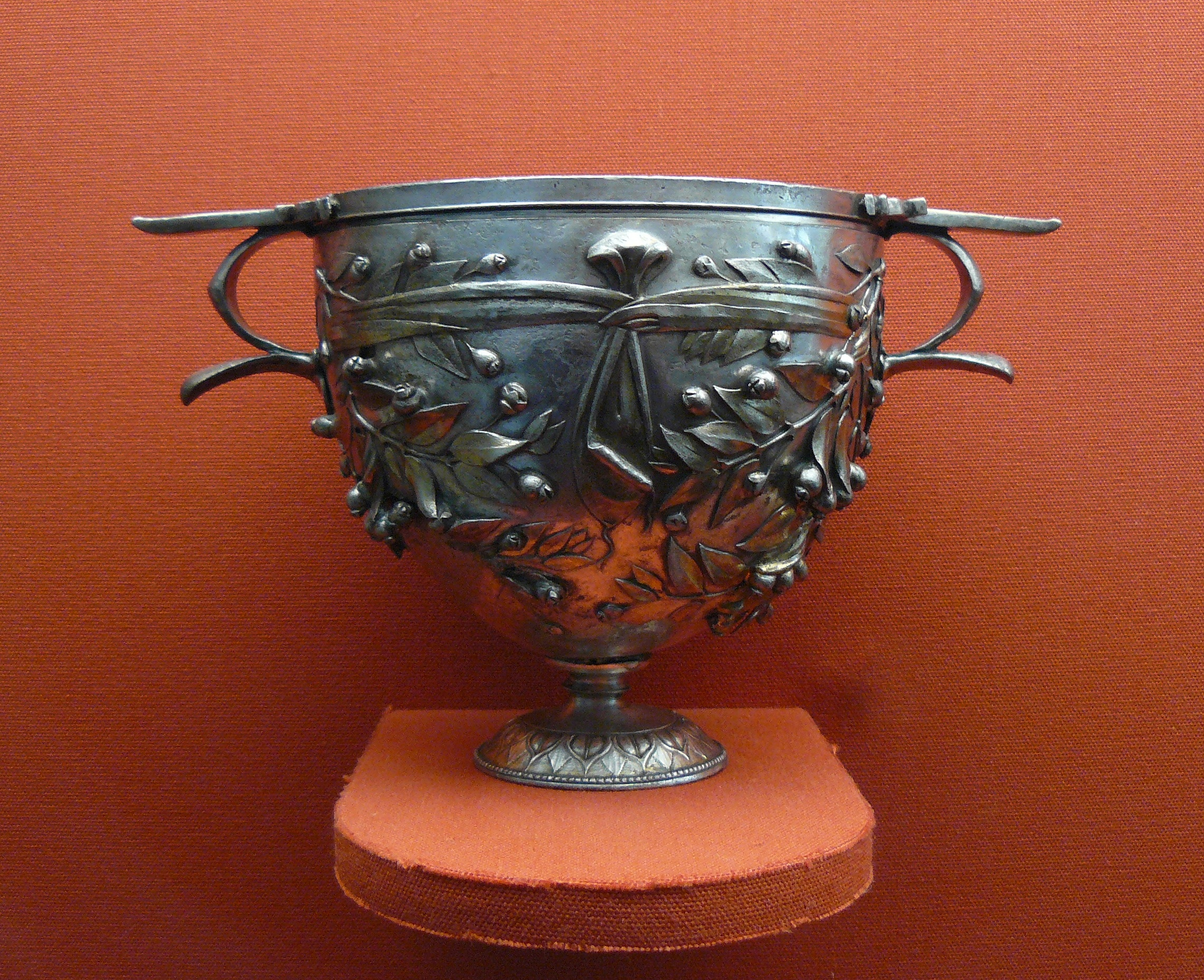
Got d'argent (Allisi-Sainte-Regni)
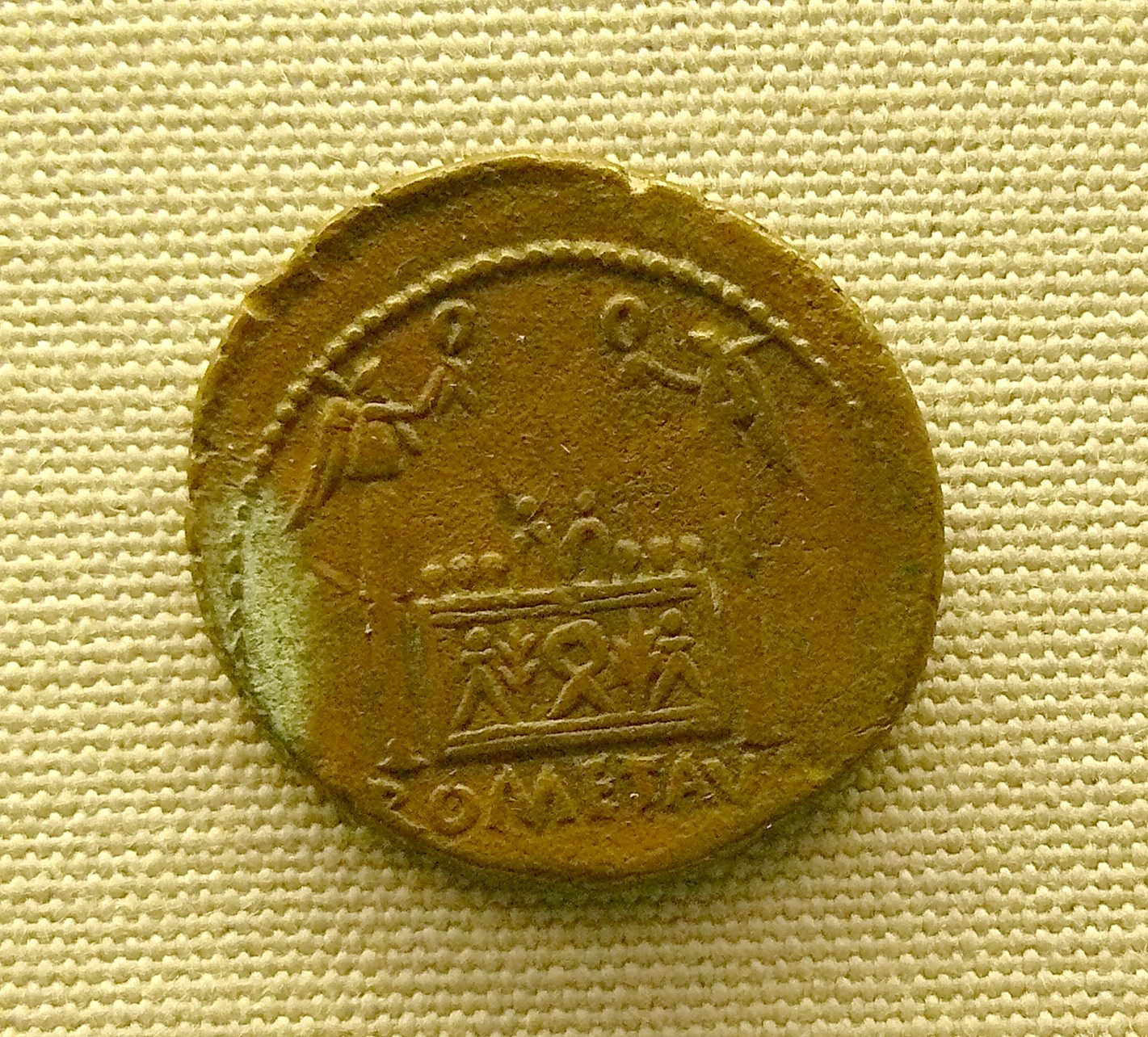
Dupondius de bronze (taller de Lió), té en el revers l'altar dels tres gals
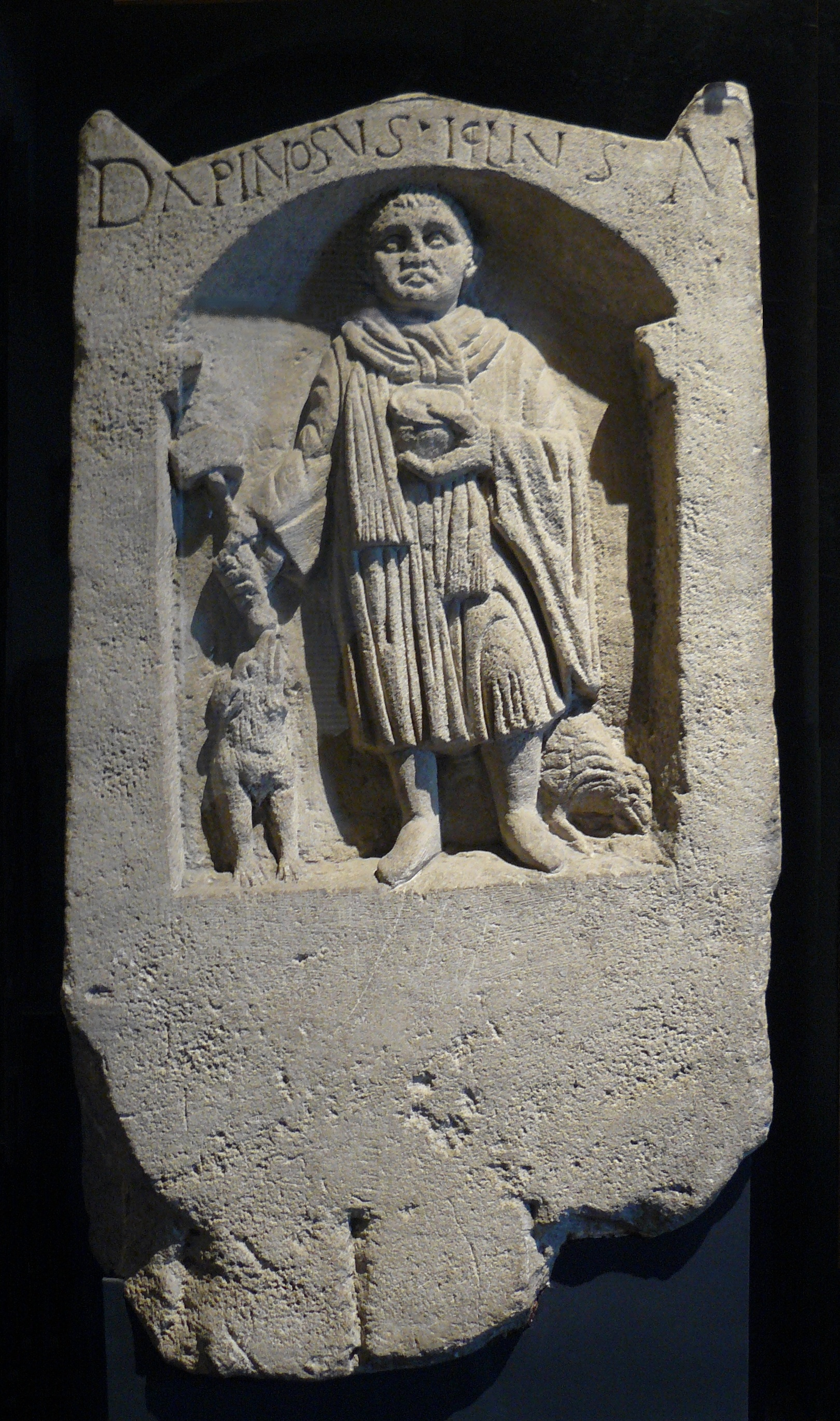
Estela funerària d'Apinosus Iclius (Entrains, Nièvre), representat amb les seues eines professionals
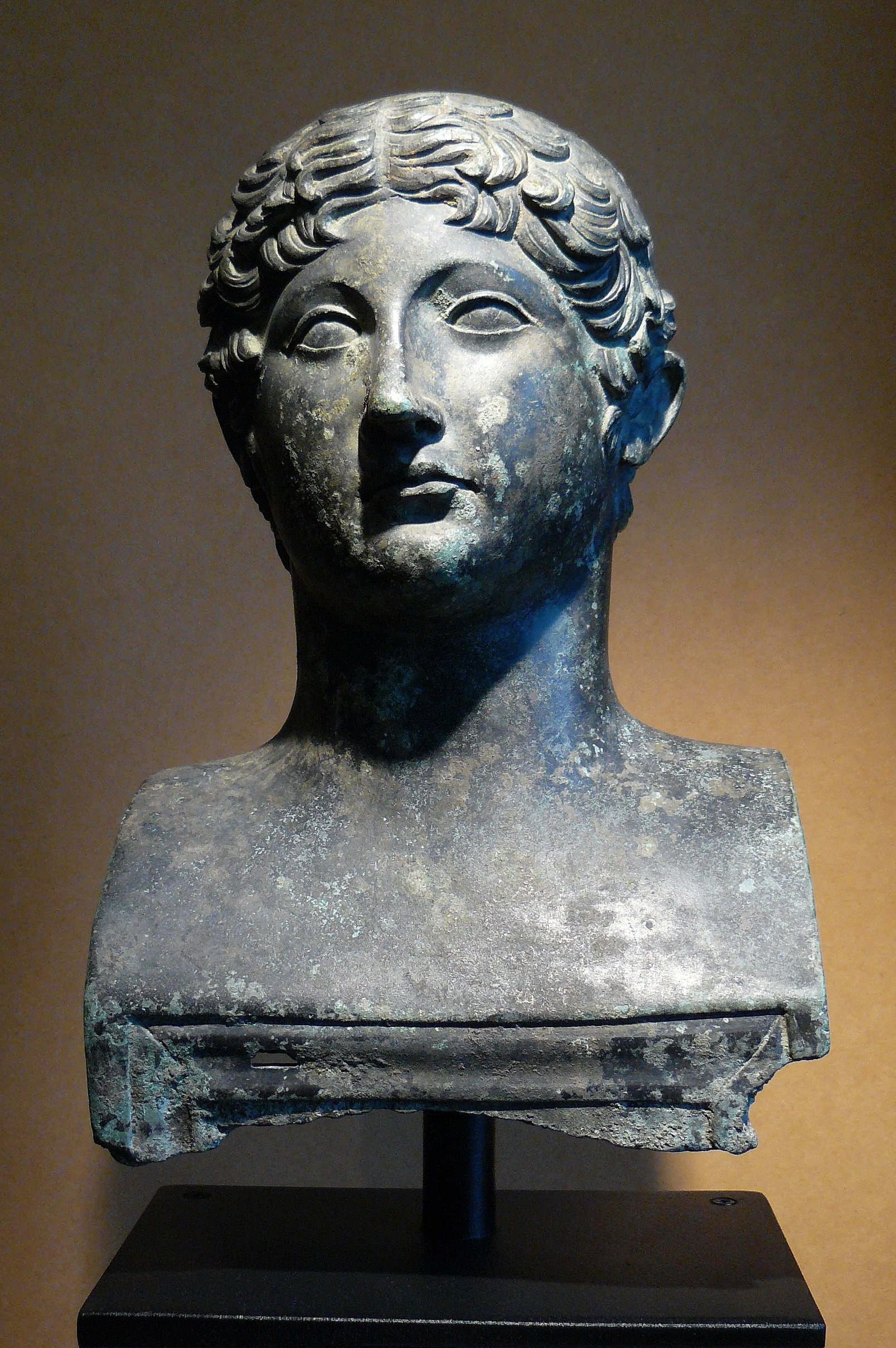
Bust masculí (Saint-Barthélemy-de-Beaurepaire, Isère), interpretació del Dorífor de Policlet
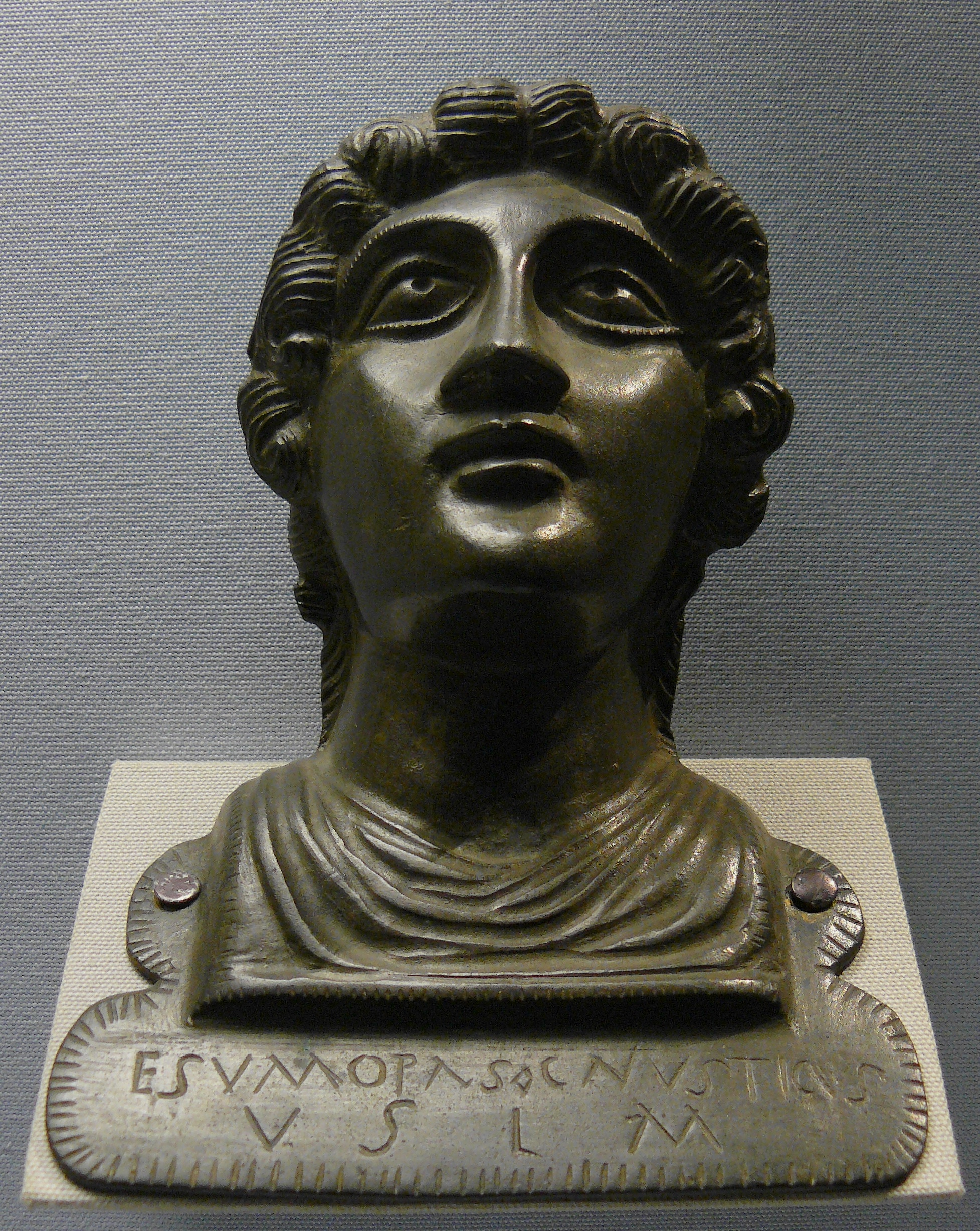
Ex-vot en bronze (Beaumont-li-Roger, Eure), finals del s. I ae
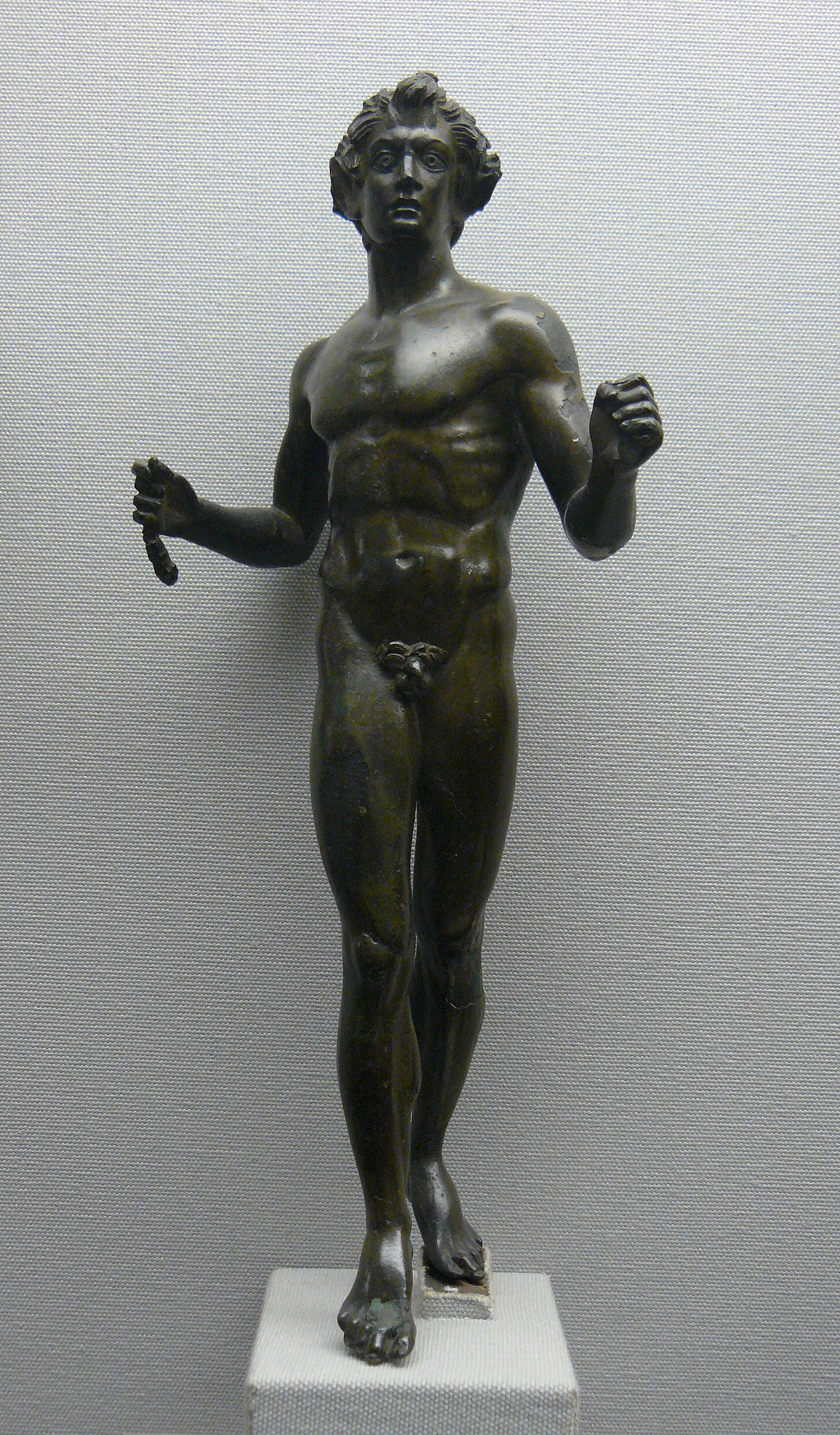
Sàtir (Jouey, Côte-d'Or); Bacchus, el déu del vi, acompanyat de la seua processó, fou molt honorat a la Gàl·lia
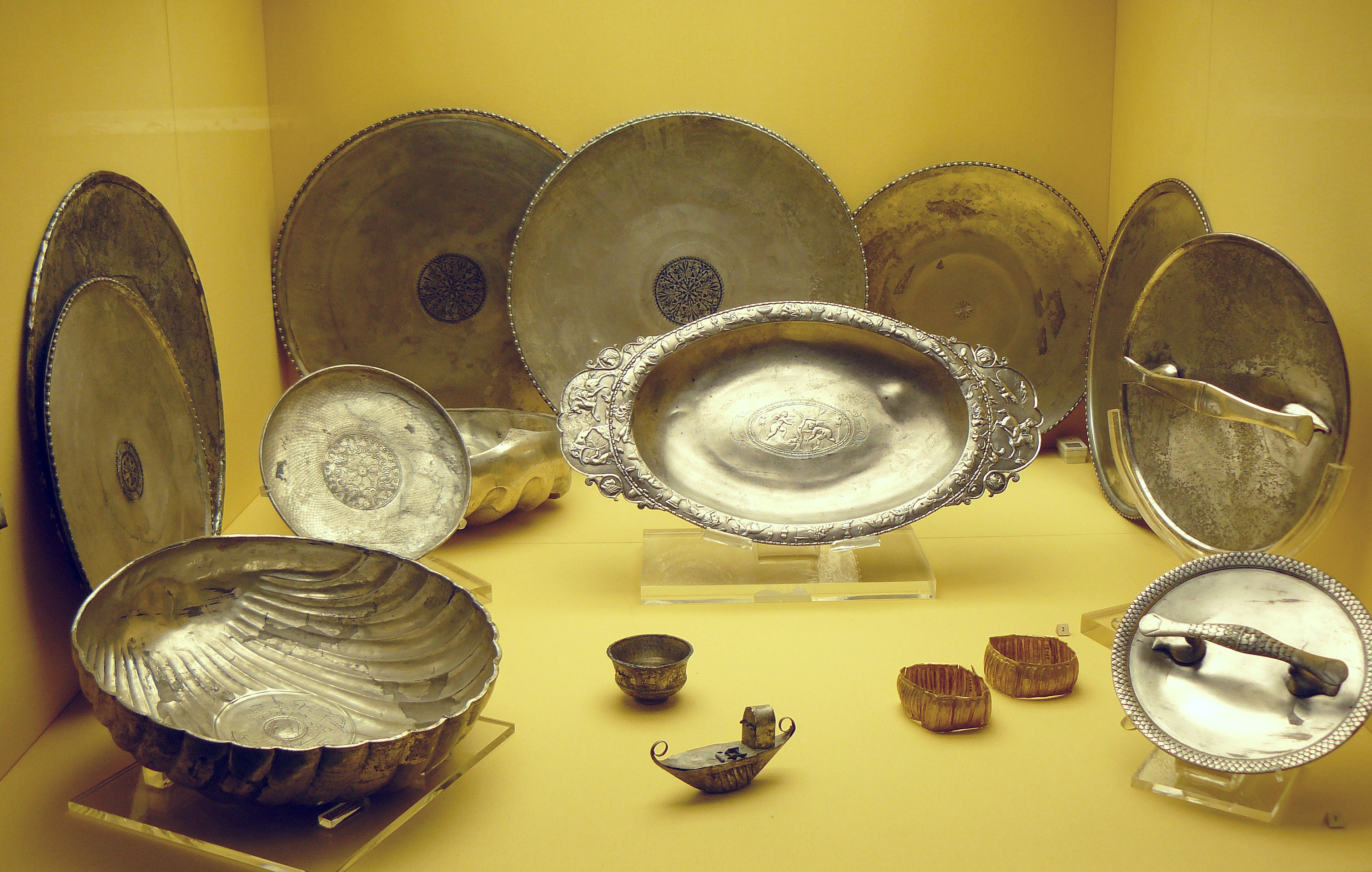
Tresor de Rethel (Ardenes), ca. 260-270 ae

### Gàl·lia merovíngia
La primera edat mitjana (del s. V al VIII) començà amb la dinastia dels merovingis, fundada per Clovis. La Gàl·lia es feu progressivament franca i cristiana. A partir d'aquest període, s'han trobat moltes joies cloisonnés amb granats inserits, però també sivelles de cinyells damasquinats amb fils d'argent o de llautó inserits en clivells gravats en el ferro.

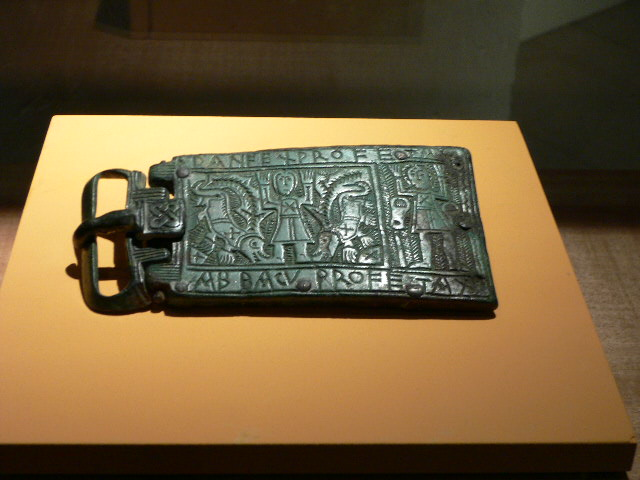
Sivella en bronze

### Arqueologia comparada
Com que els vestigis són muts, l'arqueologia de vegades usa altres ciències humanes com l'etnologia o la sociologia per a interpretar les petges del passat. Amb aquest esperit la «sala d'arqueologia comparada dels cinc continents» es dissenyà a la primeria del s. XX per Henri Hubert i Marcel Mauss, per il·lustrar la «història etnogràfica d'Europa i la humanitat» des dels orígens humans fins a l'edat mitjana. Hubert concebé el pla general d'aquesta sala d'acord amb dues idees innovadores en aquest moment:
- com a sociòleg, pensava que només una visió global (espacial i temporal) de les cultures humanes podia dur a una comprensió adequada del fenomen sociològic;[9]
- per a ell, la comparació de les petjades de les societats humanes havia de fer-se a partir del seu nivell tècnic.

Aquest enfocament comparatiu era molt popular als s. XIX i XX, tot i que algunes comparacions no resistien crítiques severes (per exemple, la del calçat magdalenià amb el dels esquimals), però el mètode comparatiu, dissenyat amb rigor, és omnipresent en qualsevol procés arqueològic. També calia il·luminar els fenòmens culturals antics en el seu espai real, sortir dels límits del territori estatal.
Al Museu d'Arqueologia Nacional, aquest enfocament ha donat dues línies de presentació que s'encreuen:
- l'eix longitudinal de la sala on s'evoquen les etapes tècniques segons l'ordre d'aparició des del Paleolític fins a l'edat mitjana: talla de pedra, treball de terra cuita, metal·lúrgia...
- i diversos eixos transversals que permeten comparar diferents àrees geogràfiques: Àfrica, Àsia, Pròxim Orient, Europa, Amèrica i Oceania.

Aquest recorregut ressalta les semblances i diferències en l'evolució entre cultures de distintes regions del món. La presentació actual és heretada de la realitzada per Henri Hubert entre 1910 i 1927, però el recorregut se'n renovà entre 1978 i 1984.
El visitant es familiaritza amb les cultures paleolítiques i neolítiques d'Àfrica (Magrib, Àfrica del Sud, Etiòpia, Benín, Congo, Costa d'Ivori, Zaire, etc.). Després amb el naixement de les civilitzacions de la conca mediterrània i Orient Mitjà (Egipte predinàstic, l'antiga Susa a l'Iran, l'antiga Tràcia búlgara). Després pot comparar el domini tècnic de la metal·lúrgia de l'edat del bronze i del ferro al Caucas i Europa (objectes procedents de Xipre, Grècia, Itàlia, estat espanyol, Hongria, Alemanya, Dinamarca, Suècia, l'Azerbaidjan, Ossètia del Nord, etc.). D'un continent a altre, i a voltes en diferents moments, les exposicions mostren un estat semblant de desenvolupament (de l'estat de caçadors recol·lectors al de productor), l'ús de la mateixa tècnica (explotació de sílex o obsidiana) o, per contra, formes o decoracions extremament diferents (comparació Àsia-Amèrica, possible gràcies a objectes procedents de la Xina, Vietnam, Japó, Malàisia, Perú, el Carib, Groenlàndia, Amèrica del Nord, etc.).
La majoria de les col·leccions s'hi incorporaren abans de la Primera Guerra mundial. La primera contribució en fou la col·lecció escandinava oferta el 1862 pel rei de Dinamarca, Frederic VII. Les altres grans col·leccions hi arribaren per Ernest Xantre per a les sèries del Caucas, o de Jacques i Henri de Morgan gràcies a les seues excavacions al Talyche persa, a Susa a l'Iran i a les necròpolis predinàstiques d'Egipte.

Des de 2014, la sala alberga col·leccions d'origen oceànic amb presentació de sèries etnogràfiques de Papua Nova Guinea.

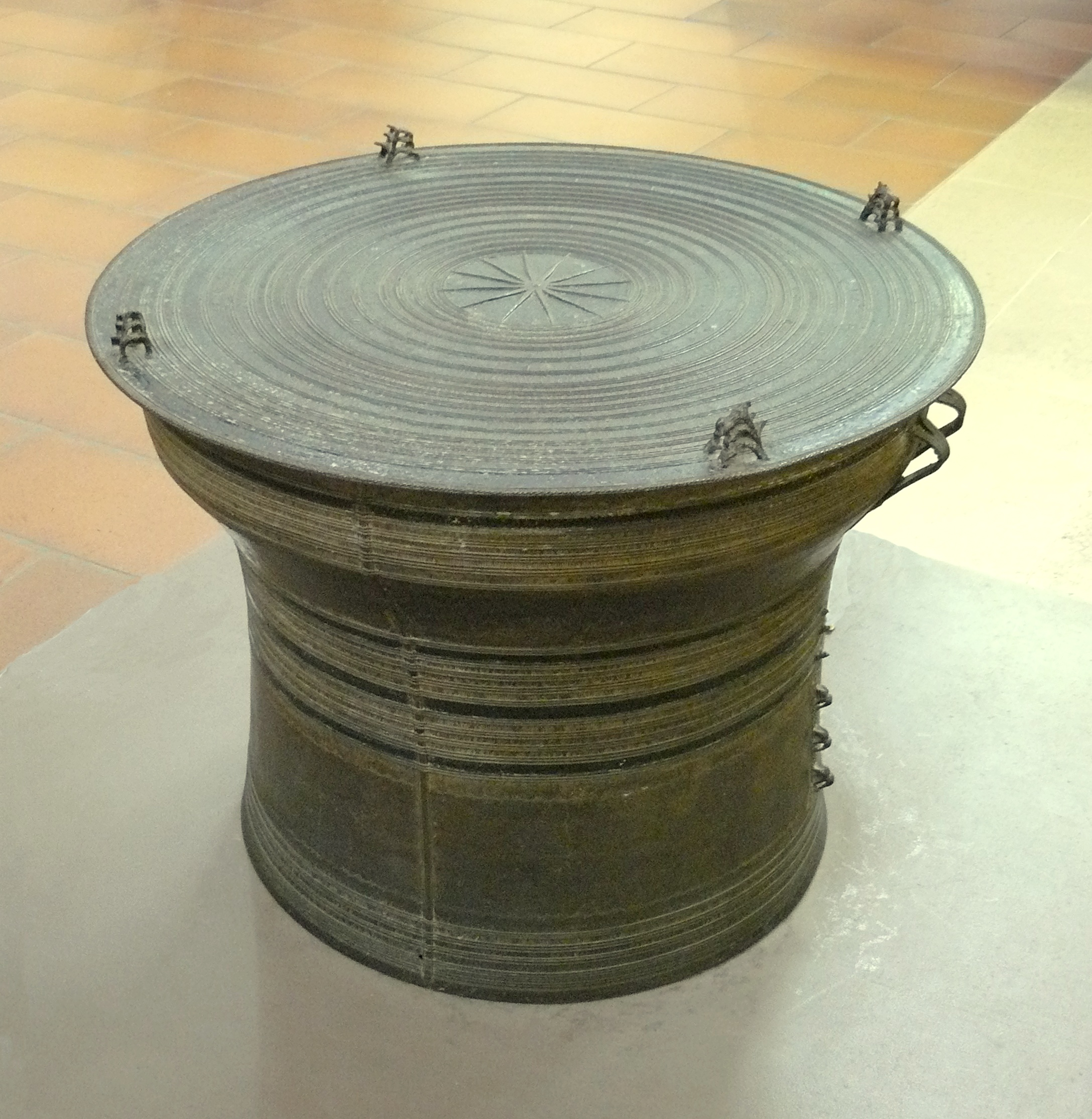
Tambalet de bronze decorat amb quatre grups de tres granotes (Xina)